# 釣りバカ日誌
『釣りバカ日誌』（つりバカにっし）は、作・やまさき十三、画・北見けんいちによる日本の釣り漫画で、1979年から小学館『ビッグコミックオリジナル』で連載され、1980年から小学館ビッグコミックスより刊行されている。
また、実写映画化、テレビアニメ化、実写テレビドラマ化もされた。略称は「釣りバカ」。

## 概要
万年ヒラ社員（営業職）のサラリーマンであるハマちゃんこと浜崎伝助は、上司の佐々木課長に教わった釣りにすっかりハマってしまい自他共に認める「釣りバカ」に。ある日ハマちゃんはひょんなことから知り合った「スーさん」という初老の男性を釣りに誘う。しかしこのスーさん、他ならぬハマちゃんが勤める資本金50億円の中堅ゼネコン会社『鈴木建設株式会社』の社長・鈴木一之助だったのである。この2人の奇妙な友情を中心に、ハマちゃんの釣りバカぶりがもたらす珍騒動（に振り回される佐々木課長ほか）を描く人気シリーズである。
第28回（昭和57年度）小学館漫画賞青年一般部門受賞。2020年5月時点で累計発行部数は2600万部を突破している。
サザエさん方式で物語が進められているが、鯉太郎の成長過程は描かれている。
作画担当については北見の他にも何人かの候補で検討を行っていた頃、担当編集である林洋一郎の草野球チームの対戦相手に助っ人として北見がいたことからそれも何かの縁ということから決定となった。

### スピンオフ
釣りバカ日誌 番外編
「釣りバカ日誌 番外編」のタイトルで、番外編も多数描かれており、佐々木課長の日常（「佐々木さん」）や青年時代（「佐々木くん」）、ゲストキャラクターながら妙な人気を博した「佐々山さん」（佐々木課長のそっくりさんでライバル会社の課長）や奥さんの「みち子さん」、鈴木建設に入社したばかりでまだ釣りバカになる前のハマちゃん（「新入社員 浜崎伝助」）が主役となっている。現在は、「シャドーマン」のタイトルで連載。
釣って! 鯉太郎
原案：やまさき十三、シナリオ：山崎一樹、作画：かとうたくみ（北見プロダクション）
『小学五年生』2007年10月号から連載。浜崎鯉太郎を主人公とした連載作品。

## あらすじ
鈴木建設営業三課に所属する浜崎伝助は愛妻家で真面目だが、無趣味で出世欲に欠けるうだつが上がらないサラリーマンだった。出世競争に出遅れた伝助はいまや同期で唯一のヒラ社員となってしまい、妻のみち子からも「出世のために趣味の一つでも覚えて上司に取り入ったらどうか」と苦言を呈される有様であった。
現状を見かねた上司の佐々木課長は伝助を海釣りに誘い、釣りの手ほどきをする。初めは全く釣りに興味を持たなかった伝助だが、次第に釣りの楽しさを覚えていく。ところが今まで無趣味だった反動なのか、次第に会社内で堂々と釣り新聞を広げたり妻の出産と釣りを天秤にかけるなど、趣味を通り越した「釣りバカ」へと変貌を遂げてしまい、性格も人情にこそ篤いがざっくばらんで常識外れな言動をするように変わってしまう。結果としてますます出世から遠ざかってしまうが、当の伝助は「出世すると釣りをする時間が減る」と放言し、佐々木は心労で日々胃を痛める羽目になった
ある日、伝助は会社で出会った老人鈴木一之助に請われて一緒に釣りに出かけ、手ほどきをしたことで一之助の「釣りの師匠」となる。この一之助こそ、実は伝助が勤める鈴木建設の泣く子も黙る鬼社長であった。だが伝助は自社の社長にも関わらず顔を覚えていなかったため、気づかぬまま対等に「スーさん」「ハマちゃん」と呼び合う仲になる。意気投合した二人は盛んに釣り勝負へ出かけるようになるが、いつしか一之助は自分が社長だと伝助にバレることで関係が変わることを恐れるようになる。しかし、あるきっかけから一之助は意を決して伝助に自らの正体を明かしたものの、予想に反して伝助の態度は全く変わらなかった。釣りは「公私の私」であるとして、業務外では「鈴木社長とヒラ社員浜崎」ではなく「スーさんとハマちゃん」として、二人は今後も釣り勝負に付き合うことになる。

## 登場人物

### 浜崎家
浜崎 伝助（はまさき でんすけ）
主人公。連載開始当初は32歳。通称「ハマちゃん（漫画では初期が『浜ちゃん』表記、中盤からは『浜崎ちゃん』とルビ付きで表記がなされている）」。出身は宮崎県都城市、実家は、学校教材等を取り扱う大規模な文具店「浜崎文科堂」。「浜崎」の正しい読み方は「ハマサキ」であるが、佐々木らには「ハマザキ」と呼ばれている。
大学卒業後に鈴木建設に入社。前述のように元々は釣りに興味は無く、上司の佐々木も認めるほど普通に仕事をこなす社員であったが、無趣味・如才などの面で同期から遅れをとっており、（連載開始時）同期は伝助を除いて係長に昇進、早い人間では係長を通り越し課長代理のポストに就いていた。このため、出世欲に欠ける性格を憂いた佐々木に海釣りを勧められたことからその面白さに目覚め、自他共に認める「釣りバカ」と化す。なお、テレビドラマや「新入社員 浜崎伝助」などのリブート版においては、「幼少の頃から釣りバカであり、何事においても釣りを優先するために出世が出来ない」といったキャラクターへ変更されている。
会社では万年ヒラ社員であるが、課長代理と社長秘書を務めたことがある。佐々木にトラブルがあったり、ブラジルで武装勢力に誘拐された際でもあまり気が滅入らないポジティブ思考を発揮したりするなど精神的に図太い。一部社員からも奇怪な目で見られることがある一方、情に厚く曲がったことは決して許さない性格で誰に対しても対等に接するため、妻のみち子さんや釣り仲間のスーさんなどハマちゃんと親しい人々からは信頼されている。
現在は、営業本部内に設置されたアフター室に所属している。
鈴建釣りクラブの会長についており、伝助の人柄で総勢300人を超す大所帯になっており経営陣からは最大派閥と見られている。秋山”漁労長”からの引継ぎも行っている。
目鼻立ちは母親似。
趣味である釣りと持ち前の行動力を活かして数々の問題を影で解決に導き、自身と関わった人物が心を開く形で解決するパターンも多いが、伝助自身に出世欲が無いため佐々木の功績となる場合が多い。原作やアニメでは『〜ッス』や『ドモドモ』というのが口癖だが実写版ではあまり言わない。
一部上司陣からは無能扱いされている根源は、社長である一之助がプロジェクトメンバー候補リスト（メンバーに承認されれば係長任用となる事が決まっていた）に×（ペケ）をつけてしまったのがきっかけ。佐々木常務もダメ扱いをしているものの、そのポストに据われば無難に仕事をこなす伝助の能力は評価している為、幾度と無く昇進候補に挙げる。しかし当の本人が昇任を嫌がるため、匙を投げている。伝助の同期はほとんどが次長・課長（もしくは相当職）に昇進している。佐々木からも、釣りに入れ込みすぎなければとっくに課長になれていると評価されている。一度、佐々木がタイへ出向した後任として、課長代理を朝本本部長代行から命ぜられた。佐々木からの昇進打診は何度も断っていたが、釣りの師匠と認めた朝本からの人事発令は断りきれず、臨時代理に就いた。
仕事の実績は、偶然も含めかなりの実績を残している（劇場版では釣り人脈での功績が強調されている）。
釣りを通じてではあるが、スーさんの友人で日本電々総裁や丸菱銀行頭取を弟子と認め、仕事を通じて知り合った建設省のキャリア官僚・アメリカ大統領の特使などと釣り勝負で釣り友達になるなど、政財界にかなりのパイプがあるが、公私の私ときっちり線を引いている。
スーさんとの関係は鈴木建設社内では当然2人しか知らない関係だが、伝助の家族・スーさんの妻・多胡取締役・マツオ取締役副社長・朝本常務取締役海外事業部長・土井丸菱銀行頭取・稲川日本電々総裁・スーさんの社用車の運転手といった一部のレギュラー人物は関係を知っている。
自動車の運転免許に関しては、原作やアニメ版では自家用車を所有しており、釣りや買い物の度には毎回自家用車を運転して出掛けているが、実写版（映画版・ドラマ版とも）では運転免許を持っていない事になっている（映画版では元々持っておらず。ドラマ版では鈴木建設入社前に教習所への授業料を八丈島への釣り旅行に使い込んでしまい、結局授業料が払えず教習所を中退してしまったため、運転免許が取得できなかった）。だが、映画版第1作ではカブ号で通勤しており、ドラマ版において四国へ異動後はジャイロXで通勤している事から、少なくとも原付免許もしくは普通二輪（小型限定）免許は持っているようである。
浜崎 みち子（はまさき みちこ）
伝助の妻。大手銀行マン（後に弁護士になっている）との縁談があったにもかかわらず、伝助を選んだ。そのことで父とは対立しがちで、伝助もこの義父には苦手意識を持っている。怒ると非常に怖く、伝助や鯉太郎はもちろん、スーさんも頭が上がらなくなる。
伝助の釣り趣味による出費と出世を目指さないため収入が増えない中で家計をやりくりするのに四苦八苦しているが、夫婦仲は常時円満そのもので、就寝時は毎度合体の文字が出る。劇場版及びドラマでは夫を「ハマちゃん」、アニメ版では「伝助君」と呼んでいる。原作では、「伝助君」から「あなた」へ変わっている。
学歴などは明かされていないが、外国人相手に英語で議論するほど。更に上記のように収入が増えない中でもNTT株を購入したりマイホーム資金を貯めていくなど、なかなかの才女。
料理の腕も一級品であり、フレンチレストランオーナーのレネ夫妻も唸らせるほど。
浜崎 鯉太郎（はまさき こいたろう）
伝助の息子。名前は、鯉太郎の出産時に伝助が自宅付近の池で鯉を釣り上げたことに由来する。父親同様「ドモドモ」が口癖。原作では現在、小学3年生。横浜のみち子さんの実家に引っ越す前は、ひろこというガールフレンドがおり、ひろこと門限を過ぎても遊ぶ鯉太郎に対し、みち子さんが門限を守るように書いた書き置きの内容を伝助が誤解して家出してしまったこともあった。また父親とは違い、釣りよりも野球やバスケ、ゲーム機の方が好きである。クラスでは人気者である。
ハゼタロー
浜崎家の飼い犬。伝助が浦安へ釣行の際、釣り針に引っかかった野良犬。伝助も無視することができず、動物病院で治療させた。その後、伝助になついたため、やむを得ず自宅に連れて帰り飼う事に。

### 鈴木建設
伝助が勤務する会社で、鈴木社長が裸一貫で立ち上げた建設会社。ビル建設や公共事業である道路・橋・ダム工事が中心だったが、海外建設事業・マンション・一般住宅なども手がけるようになる。
後にライバル企業である邦栄建設と対等合併をするが、鈴建による事実上の吸収合併と見られている。邦栄建設の甘粕社長は、一之助に全てを任せて退任している（夫人が認知症にかかってしまったため）。
鈴木 一之助（すずき いちのすけ）
鈴木建設代表取締役社長。通称「スーさん」。経済連副会長に推されるほどの名経営者だが、温和な表情であるにも関わらず、創業からの幹部でも平然と切り捨てる情け知らずな鬼社長として恐れられている。
ハマちゃんと会社で偶然知り合い、ハマちゃんの釣りの弟子になった。その後、実は伝助の勤める鈴木建設の社長であることが明らかになったが、厳密には、伝助は鈴木建設に10年近くも勤めていながら、社長がスーさんだったということを全然把握していなかった。社長と分かる前は、伝助はスーさんのことを鈴木建設を定年退職した後の同社の嘱託社員（通称『上の階』）だと思っていたので、その前後でハマちゃんの態度がまったく変わらなかった。そのために一之助は驚くとともに改めて感心したようである。ただし、労使の関係や一之助のジジ恋を廻って揉めた事もあり、何度か絶交寸前にまでなったこともある。しかしハマちゃんのことは心から大切に思っており、何度か伝助が遭難沙汰を起こした際には「幾らお金がかかっても構わん」や「陸海空3自衛隊の出動も要請する!」と発言したり、伝助がブラジルで誘拐された際には3億円の身代金を出そうとしたり、挙句の果てにはハマちゃんが大統領特別顧問と釣りに行くのを阻止するために故意に会議を難航させたりするなど、ハマちゃん絡みだととんでもないことを仕出かすこともある。
当の業界内では敏腕の名社長としても知られ、会社では、鬼社長と呼ばれるほど厳しく、己を過信しすぎるあまり独裁経営に走ることが多く、特に旧邦栄建設の社員達からは反感を買っている。しかし、幹部の更迭は平然と行うものの、社員想いの一面もあり、リストラを極度に嫌う。社員に対しては基本的に敬語で話し、身内など一部除けばほとんど敬語で話している。ただし、実写版ではほとんどタメ口で話している。
ハマちゃんとのプライベートの付き合いを大事にしたいあまり、昇進リストに×を付けて伝助をヒラ社員のままにしたことがあり、このことで一時期ハマちゃんは『×（ペケ）社員』と勘違いされ、一部で呼ばれてしまったり、伝助を四国へ飛ばし激昂した勢いで緊急役員会議を招集してしまい、「風林火山（読んでいた本のタイトル）」と咄嗟に叫んでしまい、混乱を招くことがしょっちゅうある。工学博士。諏訪中（現・諏訪清陵高校）出身（43期生）で、みち子の実父の後輩。デザインの原案は石ノ森章太郎のアシスタントも務めたことがあった担当編集の林。
社長を引退し、最高顧問に就任するもカムバックを画策していたが、鈴建の建てたマンションでの不祥事が生じ、その引責で多胡社長代理を解任し、再び社長に再任した。
何度か色恋沙汰（曰くジジ恋）に発展したことがあり、一度は妻の円子と別居する事態になったことがある。
「陰茎みたいな赤っ鼻」と呼ばれるほど鼻が大きく垂れ下がっている。
小鉄という名の犬を飼っている。
名前の由来は魚のスズキ。
佐々木 和男（ささき かずお）
伝助の万年上司。伝助に釣りを教えた張本人。
おにぎりそっくりの顔つきをしている。作中の「もうひとりの主役」とも言うべき存在である。高知県出身。
営業第三課長→営業部長代理→営業部長→役員待遇営業部長→取締役営業部担当→取締役営業本部長→鈴建リース社長→常務取締役開発事業室長兼アフター室長。
課長になるまではやや時間がかかったらしいが、部長代理になってからはハーレー佐々木の異名を持つほど出世が早い。秋山率いる「漁業組合」では幹事をしていた。
相当な古株であり、連載開始当時は直属の上司の営業三課課長であったが、昇進するにつれて営業部次長兼任から営業部長代理・営業部長・役員待遇営業部長から取締役営業本部長まで昇った。途中、事実上の左遷で子会社の社長になることもあったが、本社復帰後は常務取締役に昇った。
その後、社長代行を務めたが、現在は本社関連の雑務を押し付けられる開発事業室長兼アフター室長であり、謂わば閑職。それでも、次期社長候補に数えられる（他の役員が、望んでいないという事も幸いしている）。
伝助が釣りを覚えてからは、伝助の傍若無人ぶりに手を焼いている上司という感じで、むしろ伝助の被害者的立場だった。しかし、出世を重ねるごとに、だんだん傲慢な性格になっていき、伝助の功績の横取りとみなされている上に、部下に対しては下手をすればセクハラに近い行為、発言まですることから、上司及び部下達からの評判はすこぶる悪くなっていった。
自身の権勢が衰えたと感じた際、派閥結成を目指すべく、伝助に釣りクラブを発足させ、自身が会長に納まった心算だったが、実際は伝助が会長に就任しており自分の派閥ではないことに後日愕然としていた。
主人公の伝助に出世意欲がないために、この作品は佐々木の出世物語という面も持つ。性格は上役の顔色をうかがい己の保身や出世のことばかり考えている典型的な中間管理職タイプであるが、幹部クラスになると次第に上司の多胡・秋山はおろか社長の一之助に対し挑発的な態度を取るなどして対峙したり、後述の勘違い癖により勝ち目が無いにもかかわらず自信を持った態度を出して来たりすることがあるゆえに、その態度に対して大抵上司は不思議がる。ただし、怪文書を流出させた際は本当に偶然も勘違いも無く大立ち回りを見せたことがある（一之助によれば「束になって掛かって来てもどうってことない奴」）。その一方で情にもろい面もあり、伝助をかばって辞表を提出したこともある。昇進して、自分専用の役員室が用意されるような地位についても（現在、個室は無い）、仕事や人事の都合で、大部屋で伝助と机を並べて仕事をしたり、二人一緒に出向・出張してプロジェクトにあたったりすることが多く、現在も伝助とは直属の上司部下のような関係である。
伝助と鈴木社長の関係をいまだに知らず、伝助を単なるグータラ社員、スーさんをクソジジィ（実写版では横柄なジジイまたは暇なジジイ）呼ばわりしている（電話口では「鈴木」とだけ名乗って出てくるため、一之助がスーさんではなく社長として掛けてきた電話に対してクソジジィ呼ばわりしたことも数回ある）。
三課長に就任したとき、万年赤字部署だったのを黒字転換させており、手腕は持っている模様。しかし、伝助に振り回されているのも事実で、ある意味伝助が出す負の面を一切引き受けているという側面を持つ。さらに、良かれと思った行動が空回りしてしまうことも多々ある。
上述の通り、佐々木の昇進には少なからず伝助が貢献しており、むしろ代わりに出世しているともいえるが、当の本人はまったく知らない。そして伝助がスーさんのことを教えないのは彼が大きなショックを受けるため気遣ってくれていることもこれまた知らない。その上異常な生命力を持ち、ミスでマンション建設現場の38階に取り残され丸3日過ごしたり、果てはアラスカである出来事からノーム郊外の湖からアンカレッジまで犬橇で向かおうとするが途中でおいてけぼりになりながらもグリズリーを蹴散らし、1カ月以上もかけて生還するといったしぶとさをたびたび見せる。なお、旧邦栄建設にはよく似た容姿の佐々山という人物が登場していた（相違点は佐々山のほうが肌の色が黒い、声が甲高い（アニメ版のみ）、メガネのふちが違う、ホクロがある、後ろ髪を丸刈りしている、ネクタイが蝶ネクタイの6つである）。
リゾート地売却で僻地に飛ばされた折には、自分のこれまでの功績と賃金を計算して3億円以上を既に貰っていると数値を出していたが、後のアマゾン編では生涯賃金2億を下回ると話しており、矛盾している。前者の時は精神的にも情緒不安定だったとはいえ、被害妄想に駆られている中で貰った金額を1億以上多く貰ってると考えるのは無理がある。一部上場企業の役員であり世間では勝ち組に入るはずだが、家の改築をするかしないかなどで悩むことも多く、あまり金銭面で恵まれていない可能性がある。一方で銀座でボトルを入れるなど（1本30万のボトルを浜崎らに飲まれた事もある）、経費にするのは難しそうな個人の出費になる遊興費的な出費が多い可能性も見られる。
原作第1巻では、本名が佐々木良介だったが、それ以来この本名ではなく、佐々木和男という名に変更されている。家族とは娘と息子（アニメでは彼そっくりの三つ子の男の子）がいる。
実写版では設定が異なり、伝助に釣りを教えた人物でもなければ、釣りそのものにも興味はない。また、役職上も映画版第1作から第17作まで営業第三課長、第18作以降は営業部次長となっている。
多胡 賢一郎（たご けんいちろう）
四国支社→営業三課→営業部次長→総務部長→常務取締役総務部長→専務取締役兼管理本部長→社長代理兼任→無任所取締役。
鈴木一之助の甥（姉の子）に当たる人物で、子供に恵まれなかった一之助が特に目をかけていることもあり、鈴木建設の次期社長と目されている（ただし、一之助によると「経営学は心得ているが、どこか頼りない」という懸念はある模様）。基本的に温厚な性格。元々外交官になると思われていたところ、鈴建に招聘された（とは言っても、不快な入社テストをさせられたらしい）。
ハマちゃんとスーさんの仲を知る数少ない人物の1人。
連載登場時に四国支社から本社営業本部営業3課に転属してきた。伝助より1年後輩。当初、伝助（伝助本人は気付かず）とは反りが合わなかったが、紆余曲折を経て公私共に仲良くなる。その後は、営業部次長への4階級特進を皮切りに、現在の専務へ順調に出世を遂げる。伝助夫妻の協力により結婚を果たしたこともあり、伝助には恩義を感じている（後に娘が誕生）。サバアレルギーである。
一之助とは何度か喧嘩になったことがあったり、その際には秋山とのTAコンビを組んだりしている。しかし最近ではそのTAコンビも通用しなくなり、四面楚歌の状態になることも多いが毎度伝助に助けられることが多い。名前の由来はタコ。
叔父の後を継ぎ社長に就任するも名目的には社長代理。
「です」「ます」の後に「ら」を付ける事が多い。
目鼻立ちは母親似。
社長代理就任後、一之助カラーの払拭に努めるも、とあるマンション引渡し時に不祥事が発生し、一之助の判断により社長代理職を引責辞任。現在は、無任所の取締役。
秋山 哲夫（あきやま てつお）
創業当時からの鈴木建設の古株。
連載当初は営業部長。後に営業担当重役に昇進後、順調に出世を重ね副社長にまで昇る。一貫して営業部門を掌握していたが、須田取締役に営業本部長を譲ってからは、副社長専任になった。現在は取締役青森支社長。初代漁労長。青森県の北津軽郡の出身。
現場でたたき上げてきた人物で、多胡への「禅譲」前のワンポイントリリーフとして次期社長の目もあるのではないかと目されていた。初期は伝助曰く「カワハギみたいな顔」であったがしだいにふっくらとした顔付きになっている。基本は「仏の秋山」と呼ばれるほどの穏健派だが、かつて旧社屋だった時代には血の気が多かったらしく、部長昇進時にライバルに対して謀略ともとれる手段を使ったことがある。また、時折自身の保身のために佐々木を叱責する描写もある。鈴建がプレハブ時代は貧しかったらしい。
佐々木が重役になってからは、たびたび彼と衝突を起こし、重役間の争いが激化した際には多胡とも対立するようになる。鈴木社長の後継争いに関しては、秋山本人の意欲はあまり無く、鈴木社長への謀反とも取れる退任を迫った時も（秋山本人の知らない所で佐々木に担がれただけだが）、自らの進退と引き換えに鈴建の体制一心のために行動を起こした。剛田取締役の支援や秋山の心情を汲み取った鈴木の計らいにより、結局「謀反」は収束し、秋山は副社長心得へ昇進した。後、正式に副社長に。
副社長就任後、佐々木が営業本部長から失脚した後、副社長兼営業本部長を務めていたが東北新幹線新青森駅延伸開業の際に、一之助から「余生を青森で、いかがですか」と事実上の副社長退任を迫られ、伝助一家を引き連れて青森支社長として就任する。その間に起こったスキャンダル等の一連の出来事の処理を通して、今までの伝助に対するイメージであった×社員の評価が変わっていくことになる（以降、呼び方も「ハマザキ」から「ハマちゃん」に変わっている）。さらに、一之助に副社長解任の真意を問い、青森支社の問題解決に自身が送り込まれていたことを知った。本心としては、伝助一家にこのまま青森にいて欲しいと思っているが、浜ちゃんだからこそ、本社に必要と一之助に訴えかけた。当然、一之助からも自身の本社復帰を要請されたが、過疎が進んだ故郷の再建に身をささげるとの思いで、固辞した。
一時期副社長が空席だったが、マツオ・キャンベルの招聘に伴い、副社長ポストの引継ぎを行った。
青森支社に籍をおいているが、取締役でもあるため本社会議に何度か戻っており、数こそ少ないものの伝助とも仲良く会話をしている。
社長を退く決意をしたスーさんから真っ先に禅譲を伝えられるも固辞した。
実写版では設定が異なり、映画版では第1作からファイナルまで専務取締役、ドラマ版では「新入社員」では営業本部長、「新米社員」では常務取締役に昇進した。
マツオ・キャンベル
鈴木建設における秋山の後任の副社長。初出は原作83巻11頁。見た目は女装のオネェ系であるが、相撲取りと指相撲して圧勝するなど腕力もある。たまに男らしくなることがある。
副社長就任前は、ケンブリッジ大学を卒業し、ハーバード大学でMBAを取得、イェール大学で不定期の講師を務め、アメリカで経営コンサルタントを務めていた。その手腕は確かであり、倒産寸前のマイアミやハワイのリゾートホテルの経営改善に成功し、「再生観音」と呼ばれ自著を出版して名を馳せていたほどの人物で、ひっきりなしに記者から取材を受けるほど。なお、鯉太郎と同い年の息子と2人暮らしである（バツイチで、3年前に離婚したと語っている）。
一之助とは青森から羽田へ向かう機内で出会い、土井の紹介で副社長として就任させた。その手腕は社長にすら諫言を行い、鈴建内でも聖域とされていた老人ホームにメスを入れたり、役員らが手こずっていた労働組合の賃上げ要求を一喝しただけで沈黙させたり、果ては中森が話の腰を折る度に腕力で黙らせたりするほど。
この老人ホーム問題の時に、伝助と一之助が釣り仲間関係であることを知る。
佐々木に新宿二丁目のバーのツケの回収と勘違いされるも、その後の関係は良好であり、アロハシャツで出社し初対面した伝助に対してはペケ社員とは思わず、逆に採用担当として指名するほど信頼している。
中森（なかもり）
常務取締役。当初は人事担当取締役として登場。多胡が人事トップを表記されるようになってからは、常務としてか明記されていない為、職掌は不明。
普段は苦虫噛み潰しの介と呼ばれるほど笑わない人物である。だが、連載途中に急に性格が一変。佐々木とはライバル関係であり、以前カモメスクール立ち上げに成功した佐々木の常務への昇進をダメにした（言葉遣いのアドバイスでワナにはめた）こともある。地獄耳であり、鈴建社内の裏情報をいち早く察知していたりもする。また、一時期は秋山と権力争いをしていた時期があり、佐々木がスーさんの頭を殴った事件では本当にその辺を意識していた節が見られる。また、佐々木の娘が勤務している水族館の館長が中森にそっくりである。なぜか彼が佐々木にアドバイスするネタはガセネタが多い。19巻で初登場した頃から役職は一貫して常務であり、当時は秋山と同期のライバルという設定であったが、いつのまにか佐々木の同期という設定に変わっている。
人を貶めるのが得意なようで、上述のカモメスクールの件含めあの手この手で佐々木を蹴落とすことに固執する（ただし、食事を一緒にとったりして談話する事も多い）が、逆に佐々木の強運にしてやられるオチが定着、最近では社長にも嫌味を言われる羽目になっている。
朝本 一郎（あさもと いちろう）
札幌から本社の営業三課課長に復帰した伝助の上司。
札幌支社→営業三課長→海外事業部長→役員待遇海外事業部長→役員待遇営業部長→取締役営業部長→取締役営業本部長代行兼営業部長→常務取締役海外事業部長
大の釣りバカ。入社3年目で本社開発部係長に抜擢されるほど優秀なエリート人材であったが、一月または二月に一度の楽しみである鮎釣りの当日に、休日出勤命令の電報を受け取ったにもかかわらず法事と嘘をついて休んでしまい、果てにそのまま狩野川へ鮎釣りを強行して釣りをしていた場面で、偶然護岸工事の下見に来ていた一之助と出くわしてしまい、その日のうちに札幌支社へ左遷されてしまった。その時のショックで釣竿を全部折り、釣りをやめていた。
原作15巻で三課長に復帰。無論先の出来事で釣り絶ちをしており、伝助が釣りネタをした際にはつり新聞を奪って殴って怒鳴るなどしていたが、次第に伝助の釣りバカぶりに押し流されてしまい没収していた釣竿を振りまわし、誘いを承諾して釣りに同行した挙句、会社の部課長会議の司会をサボるという重大事を起こす。その責任をとって自ら「ヒラ」に降格する（正式な発令があったわけではない）。
この釣り勝負で初めて伝助が敗れたと認め、作中唯一「師匠」と呼んだ人物。
その後、伝助とスーさんの釣りに同行し、スーさんが自分の会社の社長と判明し、ハマちゃんとスーさんの関係を知った。その後、海外事業部長内示が下るも断る為、一之助の自宅を訪れた際、社長夫人の円子から、一之助から期待されていること・20年前の左遷の理由（当時の鈴建が銀行の融資一発で倒産一歩手前に陥っていたため、当時の一之助の性格故に気づいたら飛ばしていた）を明かされた。
左遷された経緯を知り、涙して新設された海外事業部の部長の昇進を快諾。新設部門のため、課長から次長職・部長代理を飛び越えての昇進となった。
後、管理職の配置転換で久米営業部長と海外事業部長を入れ替えることになるが、旧邦栄出身の須田取締役が専務取締役営業本部長への昇格を機に海外事業部に戻り、常務取締役海外事業部長となった。
スーさんとグレートバリアリーフでバラクーダ釣りに出かけるなど関係は良好。この釣行が後に、原作の「サザンクロスシルバー開発事業」に繋がる。
剛田 六郎（ごうだ ろくろう）
営業部資料室長→企画開発室長→取締役北海道開発関連調査室長→専務取締役。
「鈴建に剛田あり」・「鬼の剛田」と呼ばれるほどのやり手だったが、時流に恵まれず資料室長という閑職にまわされた。普段は資料室で穏やかにしているが、酒が入ると街中でも暴れるほどの酒乱。警察にも何度かお世話になっている。一度、伝助に目撃され、身柄を引き取ろうとするが平手打ちされ、その後警察に確保された。会社に報告しなかったこともあり会社にバレなかった。
都内の釣り堀でヘラブナ釣りが趣味。
その後、スーさんと知り合った伝助が、剛田のことをスーさんにぼやいた事がきっかけで極秘プロジェクトのリーダーに抜擢される（この時はまだ、スーさんが社長であることを伝助は知らない）。しかし、一之助の方針に諫言した為、北海道に左遷された。
剛田と秋山副社長は同期。
佐々木の勘違いから始った一之助へのクーデターで、役員会議で秋山を援護し社長を糾弾。一之助が自らの非を認めた為、今までの功績と併せて秋山を副社長に、剛田は専務に昇格となった。
後に専務を退任したらしく、社員研修寮の「鬼の寮長」と呼ばれている。
久米 三郎（くめ さぶろう）
営業部第一課長→管財部次長→営業部次長兼三課長→営業部長代理兼三課長→営業部長→海外事業部長。
連載当初から秋山部長が率いる「漁業組合」の一員で何コマか登場しているが、本格的に登場したのは、管財部から営業部に戻ってから。
佐々木と同期で互いに多胡次長の総務部長昇進に伴う、後任では有力候補に見られていたが、秋山人脈と言われる佐々木が部長代理に伴い、管財部次長へ異動となった。
朝本三課長の海外事業部長昇進に伴い再び営業部に戻り、次長兼三課長となる。
着任当初から課員との折り合いが悪く、暴発寸前まで関係が悪化したが、伝助と佐々木と鯛釣りに行った際、（一之助もこの釣行に変装して混ざっていた）「自分が小さな人間になってしまっていた」自省し、課員に謝罪した。
以降、穏やかな人柄になり、佐々木の役員出世後の後任に着任する形で順調に出世したが、海外事業部長着任以降出番がなくなっていた。
宮田 治（みやた おさむ）
大阪営業所第一課長→本社営業部第三課長→人事課長。
伝助の同期。佐々木が営業部担当取締役に久米が営業部長に昇進した際、久米の兼務役だった三課長の後任として大阪営業所から栄転してきた。
一之助の決定で昇進が決まったが、昇進の真相は、伝助との電話中に無意識に候補リスト（伝助もリストに上がっていた）に丸印を付けられた事による。
青田
営業部第一課長
サザンクロス事業から本社に帰任した際、伝助が配属された第一課の課長。公共事業を主に扱っている鈴建営業本部の中枢。
伝助のマイペースぶりに振り回されている上司。
岩永 昭男
労働組合委員長。
スーさんと伝助のカレイ釣りの際、同じ漁船に乗り合わせようとした。
春闘の賃上紛争時、伝助がカサゴ釣りや毛ばりを封筒に入れてスーさんへ渡していたのを目撃し、伝助を会社側からの組合潰しのスパイだと誤解してしまう。
須田 哲也（すだ てつや）
九州営業所所長→無任所取締役→常務取締役→専務取締役→副社長。
元々は邦栄建設の社員で、学生時代はレスリング部に属していた。
そのため初登場の際は鈴建と邦栄が統合する時に邦栄側の人物として登場している。
専務昇格後一度は危うい立場にはなったものの、後に副社長に昇格した。
本間
常務取締役。須田と同じく元々は邦栄建設の社員だったが、鈴建との合併後、一之助により鈴建の役員に抜擢された。
角倉
無任所取締役。元々は邦栄建設の専務取締役だった。
水木
鈴建では数少ない女性役員。
宗 優介（そう ゆうすけ）
営業三課所属。一時期、新設の海外事業部に転属になるが、いつの間にか営業三課に戻る。
新潟県十日町市生まれで東大卒のインテリ気質なエリート新入社員で、当初は「官費の無駄使い」と呼ぶ伝助を疎ましがっていたが次第に打ち解け、ピリピリしていた性格も砕けて現在では伝助と意気投合。
アニメでのサザンクロス編では、自分たちの努力も無しに伝助が相次いで事をうまく運べたことを逆恨みし、帰国中佐々木と共に胃薬を飲んでいたが、最終回では完全になじんでしまい、口調や行動まで伝助と意気投合してしまっていた。
同課の久美子にプロポーズし相思相愛になる。一度だけ偶然とは言え鈴建の釣行会でハマちゃんを差し置いて優勝したことがある。
小林 久美子（こばやし くみこ）
営業三課所属。
営業三課の女子社員。数少ない伝助を公平に見ている後輩社員。佐々木が伝助の功績を横取りすることに文句をつけたこともある。
一度、久美子を廻って宗と同課の平田が揉めた事があるが、宗の告白を受け入れている。
江夏 金三
営業一課所属。
営業一課員。九州支社から転属してきた伝助の後輩社員。青田課長からは、伝助が大ペケ・江夏は小ペケと認識されている。
遅刻はザラで、FAXの使い方も知らず、FAXすれば通信先に現物が送られるものと思っていた。酒乱。
水沢 ひろ子（みずさわ ひろこ）
受付。鈴建のアイドルと言われるほどの人気女子社員。
郷里から獣医との縁談が来ており、相手の趣味が釣りとあったことから、社内一の釣りバカである伝助に釣行を頼み、以来仲良くなる（伝助には縁談の事は話していない）。
あるきっかけで伝助と不倫疑惑がもたれるが、一之助と多胡の後押しもあり、無事解決。ひろ子は縁談を進めるため、鈴建を退社し郷里に戻った。
伝助夫婦とスーさん・多胡次長がプライベートで親しくしているの知った第一号。
西園寺 尊（さいおんじ）
伝助や佐々木と同じくアフター室所属。通称はカッパ。
髪型は刈り上げ坊ちゃん刈り。
強力なコネで鈴建入りしたとされる。
後田 航平（うしろだ こうへい）
伝助や佐々木と同じくアフター室所属。「西の逸材」と言われた人物。

### 経済界
土井 光三（どい こうぞう）
一之助と永年の友人で、鈴木建設のメインバンクである丸菱銀行頭取（会長の表記も稀にある）。
伝助からは稲川や鈴木のように略さず、普通に「土井さん」と呼ばれている。ただし、最初の釣行では銀行の支店長と勘違いされていた。
釣行中、ダムの放水に気づかず川で孤立してしまったところを伝助の機転により助けられ、その件をきっかけに伝助に恩を感じ親しくなる。
伝助を釣りの師匠と呼んでいる。よく一之助と呑み、下ネタを言うことが多い。
ちなみに、彼が一之助とツーカーの仲だったため、佐々木がポカを犯した際、丸菱地所の社長を通じてポカが伝わってしまった過去がある。
娘の薫（かおる）が、以前鈴木建設の営業3課長に就任し、伝助の上司になっていた時期があった。
稲川 春男（いながわ はるお）
一之助と永年の友人で、日本電々総裁。ハマちゃんからはイネさんと呼ばれている。
土井と同じく釣行中の一件でハマちゃんと知り合い、ハマちゃんを釣りの師匠と呼んでいる。
土井と共に最初はハマちゃんを案内兼世話人と思っていたが、釣り仲間であることを知ってからは伝助を気に入っている。
その後、伝助のおおらかな人柄とマイペースぶりは今後の人材開発・管理には、必要と考え、土井とともに結成した「新世紀人材開発センター」へのヘッドハンティングを狙ったが、一之助の反対で断念。その後、「新東京コスモポリス計画」諮問委員会の鈴建側代表に伝助を推したりするなど、ハマちゃんを仕事の面でも評価している。
また彼が総裁を務めている日本電々は、鈴建と業界慣習上の繋がりがある（邦栄建設に落とされた際に、稲川が一之助に「ハマちゃんと言うラッキーカードを手放してからツキが無い」とアドバイスしている面もある）。

### 釣り関係、友人
清竿堂の主人
伝助が住むひばりヶ丘で釣具店を営む主。
鯨竿や鮎釣りの竿を薦める等、浜崎が釣りを正式に趣味をしたのを機に、佐々木とは別に伝助に釣りを指導していた。
イワナ釣りを依頼するスーさんにイワナの釣れるポイントの渓流をハマちゃんへ教えるが、現在は宿舎の汚水が流れていたことを知らずじまいだった。
年齢を重ね息子夫婦共に暮らしているが、肩身が狭く、店舗経営も難しくなり、店を畳む。伝助一家が横浜へ引っ越した関係で出番も減っていた。
竹井俊文
伝助の学生時代の旧友。映画俳優のようにトレンチコートを着こなした映画プロデューサーを目指していたが、現在は友人と小さな出版会社の記者をしている。
伝助との思い出話で二日にわたり、共に酒浸りとなった。池袋のアパートから、高騰前のマンション、現在はマイホームを購入することを語った。
これには賃貸暮らしの伝助もタヌキ寝入りをせざるを得なかった。
以降の本編の出番は無いが、江戸時代以降での番外編では伝助の先祖と交流が多く、有村次左衛門役、近藤勇役、坂本竜馬役、東郷平八郎の参謀役、など。変わり種では西郷隆盛が登場した「西郷が犬」では飼い犬の「タケ」が竹井とそっくりの鼻だった。
松尾 治
伝助が住むひばりヶ丘の駅前にある床屋「バーバーひばり」に務める青年。通称・マッちゃん。
伝助が清竿堂に帰宅途中に立ち寄った際に出会った。神津島にヒラマサ釣りにでる準備していた。
出会った当初は、伝助を挑発するような発言ばかりだったが、釣行を同じくするようになってからは親しくなり、伝助・鯉太郎の散髪も「バーバーひばり」でするようになった（以前は、みち子が庭先で散髪していた）。時折、スーさんも散髪に大泉から来るほど。
一時期は伝助より釣果を上げるほどの腕の持ち主だったが、清竿堂の主人と同じように浜崎家が横浜へ引っ越したの機に、出番が減った。
伝助・スーさんとの釣行にも混ざる様になり、1度だけ伝助・スーさん・朝本に松尾の4名で鮎釣りへ行った事がある。

### 新東京コスモポリス計画編
花沢 享彦
建設省のキャリア官僚。日本電々・稲川総裁の娘婿。
浜崎家と同じひばりヶ丘に住む官僚で、伝助が鈴建代表として参加した「新東京コスモポリス計画」の実質的なリーダー。
当初は、「ドモドモ」で通す伝助を嫌っていたが、伝助相手に「勝負するか！」と凄んだ時「魚勝負」と勘違されてから徐々に花沢の調子が狂いだし、建設省の会議でも伝助のような軽いところが出てしまうようになった。
妻とギクシャクしており実家の稲川家に戻られてしまっていたが、伝助の家にてキンメの鍋を振舞われた際、伝助のアドバイスを受け、もう一度やり直すことになった。
コスモメンバーで船釣り大会を開いていた際、伝助を上回る釣果を上げるなどして、熱心な釣りファンになった。

榊原教授
新東京コスモポリス計画に参加している物理学の大学教授。物理学の権威だが無愛想な為、「生きた化石」と呼ばれている。
新東京コスモポリス計画会議でも無愛想な表情だったが、伝助の「ドモドモ」やオヤジギャクにニヤリとするなど、気に入った様子で、伝助とともに「コスモ委員による東京湾で船釣りする会」の発起人となる。
一回目のハゼ釣り大会では、特大28cmのハゼを釣りシャブリを受賞していた。

### サザンクロスシルバー開発事業編
滝川 悠一
海外事業部次長。
朝本部長の部下で、オーストラリア・ケアンズの現地所長を兼任しており、伝助・大野・武上の3名をケアンズ空港まで迎えに来ていた。
アボリジニとの用水引き込み交渉の際、到着から間もない伝助が解決の潤滑油になった為、伝助のことを高評価していた。
工事着工に伴い、次のプロジェクトの為に本社に帰任した。
大野 浩
営業部第一課係長。
伝助とともにサザンクロス開発事業部兼務を辞令を受け、オーストラリアへ先遣隊として赴任する。
穏やかな人柄で、伝助に突っかかる武上を抑えるのに苦労していた。
滝川次長の後を受けて、増強される現地所長となった。
武上 徹
営業部第二課員。
伝助とともにサザンクロス開発事業部兼務を辞令を受け、オーストラリアへ先遣隊として赴任する。
「ドモドモ」調子の伝助を侮蔑しており、先遣隊の任務事案3案件を全て伝助が解決した時に怒りが爆発し一方的に殴るが、反撃してこない伝助の姿と大野の仲裁で反省する。
滝川次長の後任となった大野の補佐役を命じられた。
ニック・ゴードン
ケアンズ運送ユニオンのリーダー。
反日感情が高く、鈴建の輸送依頼を断っていた。
伝助がタウンズヒル空港をケアンズ空港と聞き間違えて降りてしまった際、たまたま入店したバーで飲んでいた白人。
伝助の「ドモドモ」と「ハロー！アイアム・ハマチャン」を気に入り、酒を酌み交わす中に。
伝助は彼の名前を知らずに「コアラのとっつあん」と呼んでいた。
間違えて飛行機を降りたという事情を聞いてケアンズまで送ろうとしたが、仕事中だったためそのときは別れた。
だが、後日結婚パーティーで再会。サザンクロス事業に資材・砂利の輸送で協力することを了承した。
アニメでは、タウンズヒルであったことを知らなかった伝助がヒッチハイクしようとした大型トラックから現れた。器用にニックの帽子を釣り上げたことで気に入り、飲み交わした。
アボリジニの人たち
伝助が「コアラのとっつあん」たちと別れてからヒッチハイクで乗車させてくれた人たち。
ケアンズと全く違うところへ来てしまった伝助を宿泊させたが、物怖じせず溶け込んだ伝助を気に入る。
後日、サザンクロス事業の用水引きこみ交渉で伝助が現れた際、「ハマチャンなら持ってけ」と同意した。
ジョー / ギャリー / トム
アメリカ資本が建設した海洋基地視察の帰路の途中で、伝助が出会った現地の釣り人たち。
ジョーと伝助がNO.1フィッシャーマンをかけて勝負した際、伝助が乗った船の船長で、ギャリーとトムはその船のスタッフ。
ジョーは口が悪いうえ、船の操縦も荒い。
そのあまりに乱暴な操船から船室で横になって休んでいた伝助に、「そんな事じゃダメだ」と言っていたが、キャビンに伝助が出てきたときは驚いていた。
ジョー自身はシイラを釣り上げていた。
伝助がブラックマーリンを釣り上げたとき500ポンドだった為、放流。ラストチャンスを願う伝助の熱意を了承し、大物ブラックマーリンが狙える10リボンへ案内する。
見事伝助は1345ポンドのブラックマーリンを釣上げることができた。
ゲン爺さん
ジョーの父親。
かつて第二次世界大戦でオーストラリア近海で戦闘機が不時着し、オーストラリアの捕虜収容所に送られて以来、日豪両国を恨む偏屈な人物になってしまった。
ジョーと揉め勘当にしていたが、見事1345ポンドのブラックマーリンを釣り上げさせたジョーを「一人前」と称え、和解した。
後に、サザンクロス事業の海洋基地及びその周辺の土地買収に同意し、ジョーを基地キャプテンとして雇用するという付帯契約にも同意し売却した。
アニメでは戦争関連は明かされず、「日系人」と紹介されている。
キャロル
サザンクロス事業のケアンズ事務所のスタッフ。白人。
ジョーに好意をもっていたが、自分で釣ることしか考えないキャプテンだった為、好意を打ち明けることは無かった。ジョーが伝助にブラックマーリンを釣り上げさせることがきっかけで乗船客のことも考えることが出来るようになったことと、ゲン爺さんと和解したことから、ジョーに好意を打ち明けた。
その後ジョーからプロポーズを受け同意。結婚することになった。

### 邦栄建設編
甘粕 賢三郎
邦栄建設代表取締役社長。一之助とは以前からのライバルで、敵と言ってもいいほどの間柄（鈴建・邦栄合併後は和解した）。
伝助が一人行った鮎釣りに居合わせた老人。
鮎釣りでハマちゃんを気に入り、邦栄の自社ビル落成パーティー開催前に伝助に身分を明かす。その際、伝助のキャリアなどから3倍の給与でヘッドハンティングをかけ、「サザンクロスの実績」「一課と三課の現状」などから「鈴建では釣り好きのフロッグ扱いで正当に評価されていない」と断じていた。
佐々山に釣り船から海に一之助ともども海に振り落とされ、高級バーで香保ママとの事を糾弾された報復として電々新社屋工事落札を佐々山に命じた。
佐々山 博
営業課長。伝助の元上司・佐々木そっくりな人物。
伝助が3ヶ月の試験採用された際の直属の上司。ものすごい酒乱で、最初の頃は記憶を失うほど暴れ倒したが、後はしっかり記憶があり、「シカト作戦」で切り抜けた。
のんべえ横丁の「ポン太」で暴れまくり、その帰りに伝助の自宅へ寄り、みち子の胸を触り「貸してくれ」と言う暴言を吐いてもきれいさっぱり覚えていなかった（翌日、伝助から指摘されて土下座で謝った）。みち子に謝罪したいと再度、訪問するも酔っ払っており、寝ているみち子を紐で縛ろうとし伝助に殴られている。
佐々山が落札した電々の新社屋ビル建設事業が、鈴建と邦栄の共同事業となったため、「邦鈴事業室」室長（役員待遇）に抜擢された。事業完遂後、退任したことが甘粕から語られている。
テレビアニメ『美味しんぼ』のエピソード「思い出のメニュー」（1991年6月18日放送）内、背景の中吊り広告でカメオ出演している。
春山
営業部長。
佐々山が甘粕社長に暴力をふるった時は、自己保身を最優先させた。
後日、甘粕と伝助が電話で会話していたのを横から受話器を奪い怒鳴りつけると、「社長の甘粕だ！」と怒鳴り返され気を失ってしまう。

## 書誌情報

### 本編
- やまさき十三（原作） / 北見けんいち（作画） 『釣りバカ日誌』 小学館〈ビッグコミックス〉、既刊115巻（2024年8月30日現在）
  1. 1980年7月29日発売、ISBN 4-09-180281-8
  2. 1980年8月29日発売、ISBN 4-09-180282-6
  3. 1981年1月30日発売、ISBN 4-09-180283-4
  4. 1981年6月27日発売、ISBN 4-09-180284-2
  5. 1981年10月29日発売、ISBN 4-09-180285-0
  6. 1982年5月28日発売、ISBN 4-09-180286-9
  7. 1982年10月28日発売、ISBN 4-09-180287-7
  8. 1983年5月30日発売、ISBN 4-09-180288-5
  9. 1984年1月30日発売、ISBN 4-09-180289-3
  10. 1984年3月30日発売、ISBN 4-09-180290-7
  11. 1984年7月30日発売、ISBN 4-09-180711-9
  12. 1984年10月30日発売、ISBN 4-09-180712-7
  13. 1985年4月30日発売、ISBN 4-09-180713-5
  14. 1985年8月30日発売、ISBN 4-09-180714-3
  15. 1986年1月30日発売、ISBN 4-09-180715-1
  16. 1986年5月30日発売、ISBN 4-09-180716-X
  17. 1986年10月30日発売、ISBN 4-09-180717-8
  18. 1987年2月28日発売、ISBN 4-09-180718-6
  19. 1987年4月30日発売、ISBN 4-09-180719-4
  20. 1987年8月29日発売、ISBN 4-09-180720-8
  21. 1988年3月30日発売、ISBN 4-09-181541-3
  22. 1988年8月30日発売、ISBN 4-09-181542-1
  23. 1988年12月19日発売、ISBN 4-09-181543-X
  24. 1989年5月30日発売、ISBN 4-09-181544-8
  25. 1989年12月19日発売、ISBN 4-09-181545-6
  26. 1990年3月30日発売、ISBN 4-09-181546-4
  27. 1990年8月30日発売、ISBN 4-09-181547-2
  28. 1990年12月19日発売、ISBN 4-09-181548-0
  29. 1991年5月30日発売、ISBN 4-09-181549-9
  30. 1991年11月30日発売、ISBN 4-09-181550-2
  31. 1992年4月30日発売、ISBN 4-09-182821-3
  32. 1992年11月30日発売、ISBN 4-09-182822-1
  33. 1993年4月28日発売、ISBN 4-09-182823-X
  34. 1993年9月30日発売、ISBN 4-09-182824-8
  35. 1993年12月30日発売、ISBN 4-09-182825-6
  36. 1994年6月30日発売、ISBN 4-09-182826-4
  37. 1994年12月19日発売、ISBN 4-09-182827-2
  38. 1995年8月30日発売、ISBN 4-09-182828-0
  39. 1995年12月19日発売、ISBN 4-09-182829-9
  40. 1996年7月30日発売、ISBN 4-09-182830-2
  41. 1996年8月30日発売、ISBN 4-09-184361-1
  42. 1997年1月30日発売、ISBN 4-09-184362-X
  43. 1997年5月30日発売、ISBN 4-09-184363-8
  44. 1997年8月30日発売、ISBN 4-09-184364-6
  45. 1998年1月30日発売、ISBN 4-09-184365-4
  46. 1998年6月30日発売、ISBN 4-09-184366-2
  47. 1998年8月30日発売、ISBN 4-09-184367-0
  48. 1999年1月30日発売、ISBN 4-09-184368-9
  49. 1999年6月30日発売、ISBN 4-09-184369-7
  50. 1999年9月30日発売、ISBN 4-09-184370-0
  51. 2000年2月29日発売、ISBN 4-09-185551-2
  52. 2000年7月29日発売、ISBN 4-09-185552-0
  53. 2000年12月25日発売、ISBN 4-09-185553-9
  54. 2001年4月26日発売、ISBN 4-09-185554-7
  55. 2001年7月30日発売、ISBN 4-09-185555-5
  56. 2001年12月25日発売、ISBN 4-09-185556-3
  57. 2002年5月30日発売、ISBN 4-09-185557-1
  58. 2002年9月30日発売、ISBN 4-09-185558-X
  59. 2003年2月28日発売、ISBN 4-09-185559-8
  60. 2003年5月30日発売、ISBN 4-09-185560-1
  61. 2003年8月30日発売、ISBN 4-09-187091-0
  62. 2004年1月30日発売、ISBN 4-09-187092-9
  63. 2004年7月30日発売、ISBN 4-09-187093-7
  64. 2004年12月24日発売、ISBN 4-09-187094-5
  65. 2005年7月29日発売、ISBN 4-09-187095-3
  66. 2005年11月30日発売、ISBN 4-09-187096-1
  67. 2006年6月30日発売、ISBN 4-09-180487-X
  68. 2006年11月30日発売、ISBN 4-09-180817-4
  69. 2007年2月28日発売、ISBN 978-4-09-181098-4
  70. 2007年7月30日発売、ISBN 978-4-09-181262-9
  71. 2007年8月30日発売、ISBN 978-4-09-181443-2
  72. 2008年2月29日発売、ISBN 978-4-09-181768-6
  73. 2008年9月30日発売、ISBN 978-4-09-182157-7
  74. 2009年3月30日発売、ISBN 978-4-09-182417-2
  75. 2009年8月28日発売、ISBN 978-4-09-182588-9
  76. 2009年11月30日発売、ISBN 978-4-09-182776-0
  77. 2010年3月30日発売、ISBN 978-4-09-183096-8
  78. 2010年7月30日発売、ISBN 978-4-09-183365-5
  79. 2010年10月29日発売、ISBN 978-4-09-183513-0
  80. 2011年2月26日発売、ISBN 978-4-09-183696-0
  81. 2011年6月30日発売、ISBN 978-4-09-183860-5
  82. 2011年10月28日発売、ISBN 978-4-09-184155-1
  83. 2012年2月29日発売、ISBN 978-4-09-184274-9
  84. 2012年5月30日発売、ISBN 978-4-09-184478-1
  85. 2012年9月28日発売、ISBN 978-4-09-184680-8
  86. 2013年2月28日発売、ISBN 978-4-09-185022-5
  87. 2013年7月30日発売、ISBN 978-4-09-185386-8
  88. 2013年11月15日発売、ISBN 978-4-09-185639-5
  89. 2014年3月28日発売、ISBN 978-4-09-186054-5
  90. 2014年9月30日発売、ISBN 978-4-09-186429-1
  91. 2015年2月27日発売、ISBN 978-4-09-186799-5
  92. 2015年9月30日発売、ISBN 978-4-09-187240-1
  93. 2015年10月21日発売、ISBN 978-4-09-187317-0
  94. 2016年2月29日発売、ISBN 978-4-09-187477-1
  95. 2016年10月21日発売、ISBN 978-4-09-187768-0
  96. 2017年3月30日発売、ISBN 978-4-09-189410-6
  97. 2017年7月28日発売、ISBN 978-4-09-189616-2
  98. 2017年12月27日発売、ISBN 978-4-09-189714-5
  99. 2018年3月30日発売、ISBN 978-4-09-189824-1
  100. 2018年10月30日発売、ISBN 978-4-09-860127-1
  101. 2019年2月28日発売、ISBN 978-4-09-860233-9
  102. 2019年5月30日発売、ISBN 978-4-09-860290-2
  103. 2019年9月30日発売、ISBN 978-4-09-860414-2
  104. 2020年2月28日発売、ISBN 978-4-09-860556-9
  105. 2020年5月29日発売、ISBN 978-4-09-860626-9
  106. 2020年9月30日発売、ISBN 978-4-09-860722-8
  107. 2021年2月26日発売、ISBN 978-4-09-860860-7
  108. 2021年7月30日発売、ISBN 978-4-09-861116-4
  109. 2022年3月30日発売、ISBN 978-4-09-861267-3
  110. 2022年10月30日発売、ISBN 978-4-09-861425-7
  111. 2023年3月30日発売、ISBN 978-4-09-861610-7
  112. 2023年8月30日発売、ISBN 978-4-09-862560-4
  113. 2024年2月29日発売、ISBN 978-4-09-862718-9
  114. 2024年8月30日発売、ISBN 978-4-09-863027-1
  115. 2025年1月30日発売、ISBN 978-4-09-863184-1

### 番外編
- やまさき十三（原作） / 北見けんいち（作画） 『釣りバカ日誌 番外編』 小学館〈ビッグコミックス〉、全12巻
  1. 1988年7月30日発売、ISBN 4-09-181621-5
  2. 1989年1月30日発売、ISBN 4-09-181622-3
  3. 1994年3月30日発売、ISBN 4-09-181623-1
  4. 1996年1月30日発売、ISBN 4-09-181624-X
  5. 1997年9月30日発売、ISBN 4-09-181625-8
  6. 1999年12月18日発売、ISBN 4-09-181626-6
  7. 2002年7月30日発売、ISBN 4-09-181627-4
  8. 2004年5月28日発売、ISBN 4-09-181628-2
  9. 2006年6月30日発売、ISBN 4-09-180488-8
  10. 2008年10月30日発売、ISBN 978-4-09-182215-4
  11. 2009年12月26日発売、ISBN 978-4-09-182792-0
  12. 2012年5月30日発売、ISBN 978-4-09-184515-3
- やまさき十三（原作） / 北見けんいち（作画） 『釣りバカ日誌 番外編 新入社員 浜崎伝助』 小学館〈ビッグコミックス〉、既刊5巻（2021年2月26日現在）
  1. 2014年3月26日発売、ISBN 978-4-09-186056-9
  2. 2015年9月30日発売、ISBN 978-4-09-187243-2
  3. 2017年4月17日発売、ISBN 978-4-09-189501-1
  4. 2019年5月30日発売、ISBN 978-4-09-860293-3
  5. 2021年2月26日発売、ISBN 978-4-09-860724-2

## 映画（シリーズ）
1988年から2009年にかけて松竹系にて、1995年・1999年を除き毎年1本新作が公開された。全22作品の脚本を山田洋次が手がけ、『男はつらいよ』シリーズと並び松竹を代表する国民的映画シリーズでもあった。本稿では1作目と全体について記述し、シリーズ各作品については該当の項を参照のこと。
『男はつらいよ』の同時上映作品として1988年12月に第1作『釣りバカ日誌』が公開され、松竹もそれ程力を入れてはいないB面映画であったものの、公開後の評判も良く、特に渥美清の逝去により『男はつらいよ』シリーズが終了となってからは、松竹を支える看板映画シリーズとして製作された。当初は第1作のみで完結する予定でラストもそのように作られているが、シリーズ化により第1作と2作以降は繋がらなくなっている。主演の西田・三國両名の高齢化もあり、2009年12月公開の第22作『釣りバカ日誌20 ファイナル』をもって終了した。
地上波によるテレビ放送はTBS系列が最新作（地上波初公開）の優先的放送権を持っているが、それ以外の作品は民放5系列全てで放送されている。また、アメリカ合衆国、カナダ、プエルトリコを放送対象地域とするNHK国際放送テレビジャパンが数作品を放送している。
原作より「釣り」に対する描写は薄められ、西田敏行演ずるハマちゃんのベタなキャラクターと三國連太郎の渋めのスーさんとのやり取りがいい味を出している。ハマちゃんとスーさんの魅力を引き出す重要なキャラクターであるハマちゃんの妻・みち子さん役はシリーズ1〜6、および7作目『釣りバカ日誌スペシャル』までを石田えりが演じ、シリーズ7以降は浅田美代子が演じている。また、浜崎の家は（一戸建て（2～10）、マンション（1）（14）、アパート（11））など毎回変わっている。ただ、全作共通しているのは隣にハマちゃんの親友でもある釣り舟屋「太田屋」を営む太田八郎が住んでいる事である。また、鈴木建設の外観や営業三課の内装も作品ごとに異なっている。
『男はつらいよ 寅次郎の縁談』に西田敏行がハマちゃん役で1シーンのみカメオ出演したことがある。

### シリーズ一覧
| 話数 | タイトル                                    | 公開日         | 監督     | ゲスト（役名）                                                 | ロケ地                                          |
| ---- | ------------------------------------------- | -------------- | -------- | -------------------------------------------------------------- | ----------------------------------------------- |
| 1    | 釣りバカ日誌                                | 1988年12月24日 | 栗山富夫 |                                                                | 香川県高松市                                    |
| 2    | 釣りバカ日誌2                               | 1989年12月27日 | 栗山富夫 | 原田美枝子（間宮弥生）                                         | 愛知県渥美半島                                  |
| 3    | 釣りバカ日誌3                               | 1990年12月22日 | 栗山富夫 | 五月みどり（佐原雪子）                                         | 静岡県西伊豆町                                  |
| 4    | 釣りバカ日誌4                               | 1991年12月23日 | 栗山富夫 | 佐野量子（太田町子） 尾美としのり（宇佐美和彦）                | 和歌山県由良町                                  |
| 5    | 釣りバカ日誌5                               | 1992年12月25日 | 栗山富夫 | 乙羽信子（浜崎たき）                                           | 京都府丹後半島                                  |
| 6    | 釣りバカ日誌6                               | 1993年12月25日 | 栗山富夫 | 久野綾希子（本間澄子） 喜多嶋舞（本間佳奈）                    | 岩手県釜石市、遠野市                            |
| 7    | 釣りバカ日誌スペシャル                      | 1994年07月16日 | 森﨑東   | 富田靖子（佐々木志野）                                         | 島根県内各地                                    |
| 8    | 釣りバカ日誌7                               | 1994年12月23日 | 栗山富夫 | 名取裕子（田上彩子） 寺尾聰（宮本竜太）                        | 福井県内各地                                    |
| 9    | 釣りバカ日誌8                               | 1996年08月10日 | 栗山富夫 | 室井滋（榊和美） 柄本明（湯川省平）                            | 福島県いわき市                                  |
| 10   | 釣りバカ日誌9                               | 1997年09月09日 | 栗山富夫 | 風吹ジュン（庄野茜） 小林稔侍（馬場恒太郎）                    | 鹿児島県川内市                                  |
| 11   | 釣りバカ日誌10                              | 1998年08月08日 | 栗山富夫 | 宝生舞（岩下みどり） 金子賢（富田松五郎）                      | 福岡県北九州市                                  |
| 12   | 花のお江戸の釣りバカ日誌                    | 1998年12月23日 | 栗山富夫 | 黒木瞳（小浪）                                                 | 山形県鶴岡市                                    |
| 13   | 釣りバカ日誌イレブン                        | 2000年02月05日 | 本木克英 | 桜井幸子（磯村志乃） 村田雄浩（宇佐美吾郎）                    | 沖縄県沖縄本島、久米島                          |
| 14   | 釣りバカ日誌12 史上最大の有給休暇           | 2001年08月18日 | 本木克英 | 宮沢りえ（木戸梢） 吉岡秀隆（上杉晋）                          | 山口県萩市、宇部市                              |
| 15   | 釣りバカ日誌13 ハマちゃん危機一髪!          | 2002年08月10日 | 本木克英 | 鈴木京香（桐山桂） 小澤征悦（鮎川透）                          | 富山県富山市、氷見市                            |
| 16   | 釣りバカ日誌14 お遍路大パニック!            | 2003年09月20日 | 朝原雄三 | 高島礼子（中浜みさき） 三宅裕司（岩田千吉）                    | 高知県高知市、中村市、 土佐清水市足摺岬、大月町 |
| 17   | 釣りバカ日誌15 ハマちゃんに明日はない!?     | 2004年08月21日 | 朝原雄三 | 江角マキコ（早川薫） 筧利夫（福本哲夫）                        | 秋田県秋田市、男鹿市、仙北郡（現・仙北市）      |
| 18   | 釣りバカ日誌16 浜崎は今日もダメだった♪♪     | 2005年08月27日 | 朝原雄三 | 伊東美咲（河口美鈴） 金子昇（久保田達也）                      | 長崎県長崎市、佐世保市                          |
| 19   | 釣りバカ日誌17 あとは能登なれハマとなれ!    | 2006年08月05日 | 朝原雄三 | 石田ゆり子（沢田弓子） 大泉洋（村井徹）                        | 石川県内各地                                    |
| 20   | 釣りバカ日誌18 ハマちゃんスーさん瀬戸の約束 | 2007年09月08日 | 朝原雄三 | 檀れい（木山珠恵） 高嶋政伸（小田切昌平）                      | 岡山県内各地                                    |
| 21   | 釣りバカ日誌19 ようこそ!鈴木建設御一行様    | 2008年10月25日 | 朝原雄三 | 常盤貴子（河井波子） 山本太郎（高田大輔）                      | 大分県内各地                                    |
| 22   | 釣りバカ日誌20 ファイナル                   | 2009年12月26日 | 朝原雄三 | 松坂慶子（沢村葉子） 吹石一恵（沢村裕美） 塚本高史（久保俊介） | 北海道                                          |

### レギュラーキャスト
浜崎家
- 浜崎伝助（鈴木建設四国支社高松営業所営業課〈1〉・鈴木建設東京本社営業部営業三課〈1 - 20〉） - 西田敏行（1 - 20）
- 浜崎みち子（伝助の妻） - 石田えり（1 - スペシャル）、浅田美代子（7 - 20）
- 浜崎鯉太郎（伝助の息子） - 上野友（5 - 11）、菅原隆一（12・13）、持丸加賀（14 - 20）

鈴木家
- 鈴木一之助（鈴木建設代表取締役社長〈1 - 17〉・代表取締役会長〈18 - 20〉） - 三國連太郎（1 - 20）
- 鈴木久江（一之助の妻） - 丹阿弥谷津子（1 - 6）、奈良岡朋子（9 - 20）

鈴木建設
- 佐々木和男（営業三課課長〈1 - 13〉・営業本部次長〈14 - 20〉） - 谷啓（1 - 20）
- 秋山（専務取締役） - 前田武彦（1）、庄司永健 (2)、加藤武（3 - 20）
- 滝川（専務取締役） - 児玉謙次〈8・12・15・19・20）
- 堀田智明（常務取締役〈3 - 17〉・代表取締役社長〈18 - 20〉） - 前田武彦（3 - 8）、鶴田忍（9・10・12 - 20）、森山周一郎（11）
- 原口三郎（人事担当取締役・本部長） - 竜雷太（7 - 10）、柴俊夫（11 - 13）、小野武彦（14 - 20）
- 草森（秘書課課長） - 園田裕久（1 - 6）、角野卓造（7 - 9）、中村梅雀（10 - 13・15 - 20）、斎藤洋介（14）
- 川島昭一（営業本部長） - 小野寺昭（8 - 11・13）、荻島真一（12）、國村隼（14）、村野武範 (18)
- 舟木範夫（営業三課課長） - 益岡徹（15 - 20）
- 蛸島（営業三課係長） - 加藤満（11・12・16 - 20）、岩崎ひろし（13）
- 前原（社長専用車運転手〈1 - 17〉・会長専用車運転手〈18 - 20〉・個人タクシー運転手〈20〉） - 笹野高史（1 - 20）
- 恵（営業三課） - 戸川純（1 - 7）
- 香織（営業三課） - 野沢恵（2）、TARAKO（3）、内海和子（4）、山瀬まみ（1・スペシャル）
- ひとみ（営業三課） - 細川ふみえ（9・10）
- いずみ（営業三課） - 鈴木美恵（15・16・18）、江本理恵（17）
- 鯛子（営業三課） - さとう珠緒（13・15）、平山あや（16・18）、鈴木美恵（17）
- 海老名（営業三課） - 濱口優（14 - 16）

その他
- 太田八郎（ハマちゃんの隣人） - 中本賢（1 - 20）

### 主題歌
とりあえずは元気で行こうぜ（2001年）
歌 - 西田敏行 / 作詞・作曲 - 青島幸男 / 編曲 - 小林信吾（レーベル・ソニー・ミュージックアソシエイテッドレコーズ）
青島幸男が出演したシリーズ12作目（史上最大の有給休暇）から主題歌として使用。それは海をバックにその作品の2人の様々なスチールをコラージュし「ギンギラギン」の部分でその話の伝助の宴会芸になり泡の中に2人とメインキャストの顔が現れラストは鯉にまたがった伝助が現れ遠くなるにつれ影になるというものだった。本曲は1番とラストのサビのみの編集である。

## 映画（第1作）
1988年12月24日より松竹系にて公開された。

### あらすじ（第1作）
鈴木建設の四国支社高松営業所に勤める浜崎伝助こと「ハマちゃん」は3度の飯より釣りが好き。出勤前に大きなクロダイを釣った日に東京本社への「栄転」を営業所長から命じられる。しかし、当初はハマちゃんは「東京では釣りができない」と断り消極的だったが、妻のみち子さんに「東京湾にも魚がいる」と説得され、船宿の向かいのマンションに引っ越し、まずは一段落の合体。
初日から遅刻ばかりで社内ではあくびばかりの毎日を送るハマちゃん。近くの食堂で憂鬱な顔をした男と出会う。出会ったばかりの男に「こんな風にヒラメを骨だけ残して食べるものだ、それが魚に対する供養」だと残りを食べてあげる（みち子さんと知り合ったのも同じパターンだった）。連絡先を通じて気晴らしにと釣りに誘う。しかし、この男がワンマン社長の鈴木一之助だった。
船釣りに登山の格好で現れた男を「スーさん」と呼び、東京湾を楽しみ、初めてながら大漁になる。夜はみち子さんから気さくな歓迎を受け、初めての本格的な釣りに疲れて眠り込み、そのまま浜崎の家でお泊まり。
数日後にハマちゃんの勤めている会社に連絡しようとして秘書から我が社の社員だと知る。その日の自宅で「社長の顔を知らないとは」と妻に愚痴ると、彼女は「背中丸めて、陰気な顔をしてるから。不幸せな老人と思われても仕方ない。でも、その老人を優しく労ってくれたんでしょ」と言う。
次の日曜日、再びハマちゃんと投釣りに出掛け、再び浜崎家にお世話になる。問題児のハマちゃんは「世の中一生懸命な奴ばかりじゃつまらない。会社だってアジもメバルもサバだって、いろんな人がいるから面白い」というのに妙に説得される。ハマちゃんはスーさんを食うに食わずの孤独な老社員だと思い込んで、仕事を世話してあげるが、スーさんは社長であることを明かさずに断る。しかし偶然、会社に訪れたみち子さんはスーさんの素性を知って「私たちをだましていたのね」と涙ぐむ。スーさんはそれでも、「公私を別にして、友人として今後とも付き合いをしてほしい」とハマちゃんに電話をする。しかしハマちゃんは「俺も辛いけど、この関係はスーさんのためにならないよ」と関係を絶ってしまう。
その後、ハマちゃんの突然の栄転もコンピューターの入力ミスと分かって、定期異動の際に高松営業所へ戻ることになる。人事部長が事情を説明すると、「ぜひ高松に戻りたい」と言ったハマちゃんにガッカリするスーさんだが、「せめて役付で戻してやれなかったのか？」と問いかける。すると人事部長は係長の昇進を約束したが、浜崎はこれを断り、ヒラのまま高松営業所に転勤することになったと答える。
別れの言葉も無く、スーさんとの別れを惜しんだみち子さんは新幹線から電話をして「ひどい事言ってごめんね」と謝罪し3人のわだかまりも溶ける。

### キャスト（第1作）
主要人物は#レギュラーキャストを参照。
鈴木建設（第1作）
- 久美子（営業三課） - 山瀬まみ
- 小池（常務） - 児玉謙次
- 福間（人事部長） - 大塚国夫
- 宇田川（人事課長） - 佐々木勝彦
- 野口（高松営業所所長） - 名古屋章
- 柏木（高松営業所営業課課長） - 鈴木ヒロミツ

その他（第1作）
- 太田善吉（太田八郎の父） - 江戸家猫八

### スタッフ（第1作）
- 原作 - やまさき十三（作）、北見けんいち（画）（小学館「ビッグコミックオリジナル」連載）
- 監督 - 栗山富夫
- 助監督 - 梶浦政男
- 脚本 - 山田洋次、桃井章
- 撮影 - 安田浩助
- 美術 - 重田重盛
- 編集 - 鶴田益一
- 音楽 - 三木敏悟
- プロデューサー - 瀬島光雄、中川滋弘
- 製作 - 山内静夫

### 受賞歴（第1作）
- 第7回ゴールデングロス賞優秀銀賞[4]
- 第13回日本アカデミー賞最優秀主演男優賞（三國連太郎）[5]

### 同時上映
- 『男はつらいよ 寅次郎サラダ記念日』

### 地上波放送履歴
| 回数  | テレビ局   | 番組名             | 放送日         |
| ----- | ---------- | ------------------ | -------------- |
| 初回  | 日本テレビ | 金曜ロードショー   | 1989年12月15日 |
| 2回目 | 日本テレビ | 金曜ロードショー   | 1991年2月1日   |
| 3回目 | 日本テレビ | 金曜ロードショー   | 1992年7月3日   |
| 4回目 | フジテレビ | ゴールデン洋画劇場 | 1994年10月22日 |
| 5回目 | フジテレビ | ゴールデン洋画劇場 | 1996年4月13日  |
| 6回目 | フジテレビ | ゴールデンシアター | 2002年7月27日  |
| 7回目 | テレビ東京 | 木曜洋画劇場       | 2006年5月4日   |

## テレビアニメ
2002年11月2日から2003年9月13日までテレビ朝日系列（フルネット24局）にてテレビアニメが放送された。放送時間は毎週土曜19時30分 - 20時00分であり、同時間帯でアニメが放送されるのは『忍ペンまん丸』第8話以来5年ぶりである。テレビ朝日と東映アニメーションの制作による事実上の前番組は2002年9月まで、ローカルセールス枠で土曜朝9時55分に放送されていた『ののちゃん』である。
劇場版映画を制作する松竹が本作の映像作品化をアニメ作品やテレビ番組も含む形で独占されていたため、同業企業の東映子会社である東映アニメーション制作でありながら、松竹も製作協力として東映本体と共にクレジットされていた。同業同士の協力関係となっていたため、アニメ映画版が製作されたことは無かった。
北見はアニメ化をするとアニメ終了とともに原作の人気も無くなり、連載が終了となってしまうことを危惧してアニメ化には反対の立場を取ってきたが、自分も61歳となり後を気にすることがなくなったことからアニメ化を承諾した。当初は伝助が最初から釣りバカである点や、放送時間がゴールデンタイムでかつ子供向けに改変製作されている関係から「合体」描写が無い以外はほぼ原作に沿っていたが、途中から伝助の仕事風景よりは釣りにうつつを抜かしながらも妻と子供を大事にする伝助の姿や、浜崎一家の仲の良さをメインにしたオリジナルの単発ストーリーが中心となっていった。また、飼い犬・ハゼタロウの声が途中から川津泰彦から進藤尚美に変更され、本編開始前には魚偏の漢字の読みを出題する「おさかな漢字クイズ」が設けられた。
当時テレビ朝日で放送されていた同じ東映の特撮作品『爆竜戦隊アバレンジャー』とのコラボレーションとして、双方にゲスト出演したストーリーもあり、本編では伝助はアバレンジャーのことはそんなに詳しくなく、アバレンジャーとの共闘は夢の中であったが、『爆竜戦隊アバレンジャー』では本編でファンになったため彼らのことを知っており、テレビから抜け出し、本当に彼らと共闘している（アニメでは鯉太郎が『アバレンジャー』のファンという設定があり、アバレンジャーも釣りバカ日誌のファンという設定になっている）。これは、テレビ朝日プロデューサーの中嶋豪が両番組を担当していたことから実現したものである。この他、ゲストキャラクターにはイアン・ソープ（テレビ朝日が中継を行なっている世界水泳選手権の宣伝を兼ねた出演）やアザラシのタマちゃんも登場していたほか、主題歌は20話以降、当時テレビ朝日系列で放送中だった『Matthew's Best Hit TV』のマシュー南が担当していた。
2008年11月から大鵬薬品『ソルマック』のCMキャラクターとして約5年振りの復活を遂げた。
2013年5月よりTOKYO MXにて再放送を行っていた。

### キャスト（テレビアニメ）
- 浜崎伝助 - 山寺宏一
- 鈴木一之助 - 大塚周夫
- 浜崎みち子 - 渡辺美佐
- 浜崎鯉太郎 - 佐藤朱
- ハゼタロウ - 川津泰彦→進藤尚美（2代目）
- 佐々木和男 - 龍田直樹
- 佐々木の妻 - 佐藤智恵
- 鈴木円子 - 棚田恵美子
- 多胡賢一郎 - 関智一
- 中村礼子 - 大本眞基子
- 宗優介 - 小西克幸
- 土井頭取 - 長嶝高士
- 稲川副総裁 - 園部啓一
- ナレーション - 川津泰彦

### スタッフ（テレビアニメ）
- 主要スタッフ
  - 企画 - 木村純一、森下孝三、亀井修
  - 原作 - やまさき十三、画 - 北見けんいち（小学館「ビッグコミックオリジナル」連載）
  - 原作リレーションシップ（小学館） - 鈴木総一郎、奥山豊彦、勝木大
  - シリーズ構成 - 隅沢克之 → 川崎良
  - 音楽 - 丸山和範
  - 製作担当 - 野田由紀夫
  - 美術デザイン - 中村光毅
  - キャラクターデザイン - 直井正博
  - シリーズディレクター - 今沢哲男
  - スーパーバイザー - 久保雅一、安齋進、関弘美
  - アシスタントプロデューサー - 西口なおみ、油井卓也、柴田宏明
  - プロデューサー - 岩本太郎 → 中嶋豪、片寄聰、鷲尾天
  - 効果 - 今野康之
  - 制作協力 - 電通、東映、松竹、小学館、小学館プロダクション
  - 制作 - テレビ朝日、東映アニメーション

### 主題歌（テレビアニメ）
オープニングテーマ
「しあわせのうた」（第1話 - 第20話）
歌 - 森進一、森昌子
「釣りま唱歌でサバダバダ!」（第21話 - 第37話）
歌 - マシュー南

エンディングテーマ
「風のない海で抱きしめて」（第1話 - 第21話）
歌 - 愛内里菜
「Freemen」（第22話 - 第37話）
歌 - Retro G-Style

### 各話リスト
| 話数   | 放送日         | サブタイトル                                                 | 脚本     | （絵コンテ） 演出     | 作画監督 | 美術         |
| ------ | -------------- | ------------------------------------------------------------ | -------- | --------------------- | -------- | ------------ |
| 第1話  | 2002年 11月2日 | 伝説の名コンビ誕生の巻                                       | 隅沢克之 | 今沢哲男              | 志田直俊 | 阿久津美千代 |
| 第2話  | 11月9日        | ハゼが釣れずにハゼタロウの巻                                 | 山田健一 | 小山賢                | 佐伯哲也 | 鹿野良行     |
| 第3話  | 11月16日       | みち子さんはオカンムリ!の巻                                  | 大橋志吉 | ひろしまひでき        | アベ正己 | 阿久津美千代 |
| 第4話  | 11月23日       | ハマちゃん秘境を行く!の巻                                    | 山田健一 | 上田芳裕              | 進藤満尾 | 三宅昌和     |
| 第5話  | 11月30日       | バレちゃった!?スーさんの秘密の巻                             | 隅沢克之 | 立仙俊裕              | 石川修   | 阿久津美千代 |
| 第6話  | 12月7日        | 佐々木課長のユーウツの巻                                     | 大橋志吉 | 橋本光夫              | 梨澤孝司 | 三宅昌和     |
| 第7話  | 2003年 1月11日 | 仕事の釣りは楽しいっスの巻                                   | 山田健一 | （今沢哲男） 門由利子 | 志田直俊 | 阿久津美千代 |
| 第8話  | 1月18日        | 釣り名人はゴルフ名人!?の巻                                   | 隅沢克之 | 小山賢                | アベ正己 | 三宅昌和     |
| 第9話  | 1月25日        | 大物タコ現る!の巻                                            | 山田健一 | ひろしまひでき        | 佐伯哲也 | 阿久津美千代 |
| 第10話 | 2月1日         | ハマちゃん行方不明の巻                                       | 大橋志吉 | 上田芳裕              | 直井正博 | 三宅昌和     |
| 第11話 | 2月8日         | 恐るべし釣りのウラミの巻                                     | 川崎良   | 小坂春女              | 進藤満尾 | 阿久津美千代 |
| 第12話 | 2月15日        | 多湖くんに春が来たの巻                                       | 山田健一 | 立仙俊裕              | 石川修   | 駒田寛       |
| 第13話 | 2月22日        | さようならみち子さんの巻                                     | 山田健一 | 門由利子              | 梨澤孝司 | 阿久津美千代 |
| 第14話 | 3月8日         | スーさん激怒!結婚は認めませんの巻                            | 大橋志吉 | 小山賢                | アベ正己 | 三宅昌和     |
| 第15話 | 4月12日        | 単身赴任はたのしいなの巻                                     | 川崎良   | 今沢哲男              | 佐伯哲也 | 駒田寛       |
| 第16話 | 4月12日        | 仕事バカ・浜崎伝助の巻                                       | 川崎良   | ひろしまひでき        | 進藤満尾 | 阿久津美千代 |
| 第17話 | 4月19日        | めでタイ釣りタイ結婚式の巻                                   | 大橋志吉 | 橋本光夫              | 志田直俊 | 阿久津美千代 |
| 第18話 | 4月26日        | 釣りバカの天敵登場の巻                                       | 山田健一 | 上田芳裕              | 直井正博 | 三宅昌和     |
| 第19話 | 5月3日         | 佐々木課長が大出世?の巻                                      | 大橋志吉 | 小坂春女              | 石川修   | 阿久津美千代 |
| 第20話 | 5月10日        | 釣りバカ流新人教育の巻                                       | 大橋志吉 | 立仙俊裕              | 梨澤孝司 | 駒田寛       |
| 第21話 | 5月17日        | 仁義なき釣り大会の巻                                         | 山田健一 | 門由利子              | アベ正己 | 阿久津美千代 |
| 第22話 | 5月24日        | 初出勤!釣りバカ仮面の巻                                      | 山田健一 | 今沢哲男              | アベ正己 | 中村光毅     |
| 第23話 | 5月31日        | 世界水泳応援企画第1弾 ハマちゃんオーストラリアへの巻         | 川崎良   | 山田徹                | 志田直俊 | 井藤早織     |
| 第24話 | 6月7日         | 世界水泳応援企画第2弾 グレートバリアリーフの決戦の巻         | 川崎良   | 小山賢                | 佐伯哲也 | 阿久津美千代 |
| 第25話 | 6月14日        | 世界水泳応援企画第3弾 ハマちゃんオーストラリア最終決戦の巻   | 川崎良   | 上田芳裕              | 直井正博 | 井藤早織     |
| 第26話 | 6月28日        | ハマちゃん家にタマちゃんがやってきた!の巻（前編）            | 川崎良   | 小坂春女              | 進藤満尾 | 阿久津美千代 |
| 第27話 | 7月5日         | ハマちゃん家にタマちゃんがやってきた!の巻（後編）            | 川崎良   | 門由利子              | アベ正己 | 駒田寛       |
| 第28話 | 7月12日        | ハマちゃんと黄金魚の神隠しツアーの巻                         | 杉浦真夕 | 山田徹                | 佐伯哲也 | 阿久津美千代 |
| 第29話 | 7月19日        | シンクロの女王デデューとハマちゃんのローマの休日イン東京の巻 | 川崎良   | 小山賢                | 直井正博 | 阿久津美千代 |
| 第30話 | 7月26日        | 時代劇!鈴木城危機一髪でござるの巻                            | 山田健一 | 今沢哲男              | 梨澤孝司 | 駒田寛       |
| 第31話 | 8月2日         | 釣りバカ仮面VSアバレンジャーの巻                             | 杉浦真夕 | 上田芳裕              | アベ正己 | 駒田寛       |
| 第32話 | 8月16日        | 決死の脱出!無人島サバイバルの巻                              | 清水東   | 立仙俊裕              | 進藤満尾 | 阿久津美千代 |
| 第33話 | 8月23日        | テレビ出演で大騒動!サラリーマン三番勝負の巻                  | 山田健一 | 小坂春女              | 佐伯哲也 | 駒田寛       |
| 第34話 | 8月23日        | 釣りは身を助ける!ハマちゃんのウルトラ必殺技の巻              | 羽原大介 | 門由利子              | 志田直俊 | 阿久津美千代 |
| 第35話 | 8月30日        | 激ウマ!釣りバカラーメン開店の巻                              | 川崎良   | 山田徹                | 梨澤孝司 | 駒田寛       |
| 第36話 | 9月6日         | パパだって負けられない激闘!運動会の巻                        | 川崎良   | 小山賢                | 直井正博 | 阿久津美千代 |
| 第37話 | 9月13日        | 社長を辞めて演歌歌手!鈴さん歌って踊るの巻                    | 清水東   | 今沢哲男              | アベ正己 | 駒田寛       |

※2002年12月14、21、28日、2003年1月4日、4月5日、6月21日、8月9日は特番のため休止。

### 特番放送
2002年12月31日に大みそか傑作選スペシャルが放送された。
特番放送として『クレヨンしんちゃん』や『あたしンち』と合同放送されている。
- 『今夜はスゴいゾ!噂のキャラクター全員集合まるごとアニメSP!』 - 13話放送
- 『春のアニメ祭り超豪華!しんちゃん釣りバカ合体スペシャル』 - 15話&16話放送。特番内サブタイトル『ハマちゃんの「もう釣りはイヤだ!」宣言でみんなドッキリスペシャル!』
- 『夏のアニメ祭りだ!!超夢の競演!!クレヨンしんちゃん&釣りバカ日誌合体スペシャル!! やれば〜』 - 33&34話放送

### ネット局
| 放送対象地域  | 放送局           | 系列           | 放送時間          | 備考   |
| ------------- | ---------------- | -------------- | ----------------- | ------ |
| 関東広域圏    | テレビ朝日       | テレビ朝日系列 | 土曜19:30 - 20:00 | 制作局 |
| 北海道        | 北海道テレビ     | テレビ朝日系列 | 土曜19:30 - 20:00 |        |
| 青森県        | 青森朝日放送     | テレビ朝日系列 | 土曜19:30 - 20:00 |        |
| 岩手県        | 岩手朝日テレビ   | テレビ朝日系列 | 土曜19:30 - 20:00 |        |
| 宮城県        | 東日本放送       | テレビ朝日系列 | 土曜19:30 - 20:00 |        |
| 秋田県        | 秋田朝日放送     | テレビ朝日系列 | 土曜19:30 - 20:00 |        |
| 山形県        | 山形テレビ       | テレビ朝日系列 | 土曜19:30 - 20:00 |        |
| 福島県        | 福島放送         | テレビ朝日系列 | 土曜19:30 - 20:00 |        |
| 新潟県        | 新潟テレビ21     | テレビ朝日系列 | 土曜19:30 - 20:00 |        |
| 長野県        | 長野朝日放送     | テレビ朝日系列 | 土曜19:30 - 20:00 |        |
| 静岡県        | 静岡朝日テレビ   | テレビ朝日系列 | 土曜19:30 - 20:00 |        |
| 石川県        | 北陸朝日放送     | テレビ朝日系列 | 土曜19:30 - 20:00 |        |
| 中京広域圏    | 名古屋テレビ     | テレビ朝日系列 | 土曜19:30 - 20:00 |        |
| 近畿広域圏    | 朝日放送         | テレビ朝日系列 | 土曜19:30 - 20:00 |        |
| 広島県        | 広島ホームテレビ | テレビ朝日系列 | 土曜19:30 - 20:00 |        |
| 山口県        | 山口朝日放送     | テレビ朝日系列 | 土曜19:30 - 20:00 |        |
| 香川県 岡山県 | 瀬戸内海放送     | テレビ朝日系列 | 土曜19:30 - 20:00 |        |
| 愛媛県        | 愛媛朝日テレビ   | テレビ朝日系列 | 土曜19:30 - 20:00 |        |
| 福岡県        | 九州朝日放送     | テレビ朝日系列 | 土曜19:30 - 20:00 |        |
| 長崎県        | 長崎文化放送     | テレビ朝日系列 | 土曜19:30 - 20:00 |        |
| 熊本県        | 熊本朝日放送     | テレビ朝日系列 | 土曜19:30 - 20:00 |        |
| 大分県        | 大分朝日放送     | テレビ朝日系列 | 土曜19:30 - 20:00 |        |
| 鹿児島県      | 鹿児島放送       | テレビ朝日系列 | 土曜19:30 - 20:00 |        |
| 沖縄県        | 琉球朝日放送     | テレビ朝日系列 | 土曜19:30 - 20:00 |        |

### 映像ソフト化
本編のDVDは2003年4月16日から2004年3月17日にかけて発売。全12巻。
| テレビ朝日系列 土曜19:30 - 20:00             | テレビ朝日系列 土曜19:30 - 20:00                                      | テレビ朝日系列 土曜19:30 - 20:00                                     |
| 前番組                                       | 番組名                                                                | 次番組                                                               |
| -------------------------------------------- | --------------------------------------------------------------------- | -------------------------------------------------------------------- |
| クイズ!バーチャQ （2002年4月27日 - 9月14日） | 釣りバカ日誌 （2002年11月2日 - 2003年9月13日） 【当番組よりアニメ枠】 | ボボボーボ・ボーボボ ※19:28 - 20:00 （2003年11月8日 - 2004年9月4日） |

## テレビドラマ
『釣りバカ日誌〜新入社員 浜崎伝助〜』（つりバカにっし しんにゅうしゃいん はまさきでんすけ）のタイトルで、2015年10月23日から12月11日まで毎週金曜日20時 - 20時54分(初回、最終回は2時間スペシャル）に、テレビ東京系の『金曜8時のドラマ』で、濱田岳主演で放送された。連続ドラマ化されるのは今作が初めてとなる。映画版で浜崎伝助（ハマちゃん）を演じた西田敏行が、ドラマ版では鈴木一之助（スーさん）役で出演する。浜崎伝助の新人時代（入社初年度）にスポットライトを当て、時代設定を2015年に変えて描かれるオリジナルストーリーが展開される。なお、映画版の製作・配給を手がけた松竹がドラマ版の制作も担当し、映画版の監督およびチーフ助監督である、朝原雄三と石川勝己がローテーション監督として参加する。なお、ゲストには映画版のレギュラーだった俳優や、他のテレビ東京制作番組の出演者が登場している。
なおこの第1期は2019年10月26日より、BSテレ東で、映画版全作品を放送する「土曜だ!釣りバカ!」（18:30-20:54基本）と連動して、「土曜ドラマ9」として、新たに4Kリマスターリングをしたうえで再放送されている。
2017年1月2日には『YAMADA新春ドラマスペシャル「釣りバカ日誌〜新入社員 浜崎伝助〜 伊勢志摩で大漁! 初めての出張編」』のタイトルで、単発スペシャルドラマとして放送された。
2017年4月21日から6月16日までは第2シリーズが『釣りバカ日誌 Season2〜新米社員 浜崎伝助〜』のタイトルで放送された。
2019年1月4日には単発スペシャル第2弾が、『新春ドラマスペシャル「釣りバカ日誌〜新米社員 浜崎伝助〜瀬戸内海で大漁! 結婚式大パニック編」』のタイトルで放送された。当該回では、原作漫画およびアニメ版や映画版でも描かれなかった「ハマちゃんとみち子の結婚」がオリジナルストーリーで展開された。また、映画版で浜崎みち子を演じた浅田美代子が、本作ではみち子の母役で出演。若年期が濱田岳にそっくりと話題になっていた火野正平が、本作で浜崎伝助の父役で出演し、濱田との初共演が実現した。
作中でみち子が作った料理は放送終了後に料理アプリクックパッドにてレシピを公開している。

### キャスト（テレビドラマ）

#### 主要人物
主要人物
- 浜崎伝助（ハマちゃん・鈴木建設社員） - 濱田岳
  - Season2最終話で、小林みち子と結婚。四国の鈴木建設の子会社「浦島建設」に出向。単発スペシャル第2弾にて瀬戸内海に船を出して船上で結婚式を挙げる。

- 鈴木一之助（スーさん・鈴木建設代表取締役社長） - 西田敏行

かづさ屋
- 小林みち子 → 浜崎みち子（ハマちゃんの恋人 → 夫人、平太の姪） - 広瀬アリス
  - Season2最終話で、浜崎伝助と結婚。四国・香川で新婚生活を始める。単発スペシャル第2弾にて瀬戸内海に船を出して船上で結婚式を挙げる。

- 小林平太（店主） - きたろう
- 小林薫（平太の娘） - 田辺桃子

鈴木建設（営業三課）
- 佐々木和男（課長） - 吹越満
- 魚住伸太郎（伝助の同期） - 葉山奨之（Season1、Season2 第1話）
- 山口雄二（主任） - 敦士
- 石見聡史 - 三浦力
- 大原守 - 森田甘路
- 荒木リエ - 林摩耶

鈴木建設（役員・管理職・その他）
- 岡本信隆（専務） - 名高達男
- 秋山哲夫（営業部長→営業本部担当常務） - 伊武雅刀
- 野上恵一（人事部長→管理本部担当常務） - 小野了
- 植木雄一（秘書課長） - 猪野学
- 鈴木昌之（常務→海外事業部インドネシア営業所所長・一之助の息子） - 駿河太郎（Season1、Season2 最終話）
- 貞松専務 - 佐戸井けん太（Season1、Season2 第7話）
- 大野まどか（秘書） - 陽向あゆみ
- 笹森（運転手） - 藏内秀樹

ハマちゃんとスーさんの家族
- 浜崎とし子（伝助の母・浜崎文具店店主） - 榊原郁恵
- 鈴木久江（一之助の妻） - 市毛良枝

#### ゲスト
第1話
- 朝本信一郎 - 武田鉄矢

営業三課係長。当月で定年を迎える万年係長。若い頃は大の釣りバカで、休日出勤を所用と偽って断り、月1回楽しみにしていた鮎釣りをしていたところ、たまたま視察に来ていた社長に見つかり、札幌支社に左遷される。その苦い経験から、長年釣りを絶っていたが、伝助のおかげで、再び釣りを始める。
原作では朝本一郎で、左遷された経緯は原作と同じだが（定年間近というのも違う）、営業部長に昇進した佐々木の後任に三課長に就き、浜崎と出会って以降紆余曲折を経て、鈴木社長と和解し海外事業部長・役員待遇海外事業部長・取締役海外事業部長と順調に昇進を重ねるが、佐々木のタイ出向を契機に取締役営業本部長に担当換えがありその後、常務取締役営業本部長となる。昇進後は釣行も減った。浜崎が「師匠」と呼んだ数少ない人物。
- 隆司（みち子の元恋人） - 真山明大

第2話
- 阿久津熊吉（地主） - 柄本明
- 阿久津彰二（熊吉の長男） - 森岡豊
- 片山（わかば銀行 頭取・一之助の友人） - 鶴田忍
- 村井（商工会議所 会頭・一之助の友人） - 中本賢

第3話
- 宮本彩 - 中越典子
- 若き日の一之助の友人 - 高橋優

第4話
- 倉田詩織（クラタ化学 社長令嬢） - 鈴木ちなみ
- 倉田慎太郎（クラタ化学社長） - 大和田伸也
- 前田（クラタ化学社員） - 山口翔悟

第5話
- サヤカ（ホステス） - 岩田さゆり
- 吉野耕太（サヤカの元恋人） - 加治将樹
- 医者 - 寺十吾
- 看護師 - 一双麻希

第6話
- 浜崎純友（伝助の兄） - 前野朋哉（Season2 第4話）
- 洸（薫の同級生） - 高野洸（Dream5）

第7話
- 矢田秀一（タマヤ開発元社長） - 小野武彦
- 羽鳥要介（鈴木建設労働組合委員長） - 野間口徹
- 居酒屋店員 - To-i（DISH//）
- 飯沼忠雄（国交省審議官） - 速見領

最終話
- 小林修三（みち子の父） - 石黒賢（新春スペシャル2019）
- 磯田智高（兼高建設 幹部） - 西村直人
- タクシー運転手 - 笹野高史
- キャバクラ嬢 - 階戸瑠李

新春ドラマスペシャル1
ロケ協力：伊勢志摩フィルムコミッション、志摩市観光商工課、三重外湾漁業協同組合、赤福
- 矢島亜季 - 比嘉愛未
- 矢島健二（亜季の夫） - 荒川良々
- 岩田源造（志摩で民宿「岩正」経営・亜季の父） - 小倉久寛
- 矢島優太（亜季の息子） - 山口祐輝
- 嶋田満夫 - 竹内力
- ケータ - 南出凌嘉
- クジラの声 - 立木文彦
- 借金取り - バッドボーイズ
- 栄和人（平太が大学生時にやっていたレスリングの後輩） - 本人
- 吉田沙保里（栄の教え子） - 本人

Season2
全話
- 藤岡祐一郎 - 浦井健治

フランス文学専攻の城北大学准教授。頭脳明晰で容姿端麗だが、かなりの近眼。女性に惚れやすく、ふとした切っ掛けでみち子に惚れてしまう。
第1話
- 甘粕賢三郎（邦栄建設 社長） - 松平健
- 鮫山浩太郎（伝助の大学時代の先輩） - 若林正恭（オードリー）
- カプチーノ越川（占い師） - ミッツ・マングローブ
- 安西（邦栄建設 秘書課長） - 村杉蝉之介
- サオリ（藤岡にプロポーズされるはずだった女性） - 中山由香

第2話
- 尾上和夫（設計課 主任） - 浜野謙太
- 沖縄支社の女子社員 - 上地春奈

第3話
- 吉元 - 遠山俊也

第4話
- 伊東美和（純友の結婚相手） - マイコ

第5話
- 芳川慎平（芳川興産の御曹司、修業のため鈴木建設営業三課に配属） - 森永悠希
- 芳川慎太郎（芳川興産の社長、スーさんの友人） - 益岡徹
- 棟梁 - 山田明郷
- 加藤満、恩田括、山岡潤平

第6話
- 三輪修子（ボヌール・リゾート社長、通称アナコンダ） - 大地真央
- 井之頭五郎（『孤独のグルメ』より特別出演） - 松重豊
- 今橋晃 - 春海四方
- 営業マン - うしろシティ

第7話
- 貞松祐実（花見川女子大4年生、釣りガール） - 真野恵里菜
- 喫茶店の客 - さな、さーちゃん、ゆうな（おはガール）
- 貞松章夫（クレープ屋店主、祐実の父、元鈴木建設専務） - 佐戸井けん太

最終話
- 滝沢鮎子（ダム建設反対運動の地元メンバー） - 壇蜜
- 釣り具屋店長 - 山寺宏一

新春ドラマスペシャル2
ロケ協力：香川フィルムコミッション、香川県観光協会、鬼ヶ島観光協会、高松空港ビル、宇多津漁業協同組合、横須賀市　ほか
- YouTuber - コロコロカーくん（コロコロコミック編集部 杉本和希）
- 瀬尾希和（鬼哭島の漁師＆民宿の娘） - 貫地谷しほり
- 戸高仁（アーチスト、戸高不動産会長の息子） - 小澤征悦
- 田村健一（浦島建設の営業所長） - 石倉三郎（うどん県特別ゲスト）
- 牧田環（戸高不動産の顧問弁護士） - 手塚とおる
- 瀬尾トメ（希和の祖母） - 松金よね子
- 小林小枝子（みち子の母） - 浅田美代子
- 浜崎伝三（伝助の父） - 火野正平
- 植木秘書課長の婚約者 - うえむらちか
- ニュース中継レポーター - 須黒清華
- 篠原篤、北山雅康、坂本三佳、田辺愛美、浦野REN、和田崇太郎、東松史子、井上祐子、野村真由美、室屋翔平、佐々木もよこ、伊田臣弥、奥平フミ、多々良光洋、中村無何有、岩渕敏司、柳下季里、福田賢二、外山史織、大力、岡田敏弘、山地陽一郎、遠藤みか、宮本はるか、井上正浩、山西哲子、小笠原和子、小坂陽子

### スタッフ（テレビドラマ）
- 原作 - 『釣りバカ日誌』、『釣りバカ日誌番外編 新入社員 浜崎伝助』（作：やまさき十三 画：北見けんいち）
- 脚本 - 佐藤久美子（Season1・2・SP）、山岡潤平（Season1・2）、石川勝己（Season1・2）
- 監督 - 朝原雄三（Season1・2・SP）、児玉宜久（Season1・2）、石川勝己（Season1・2）
- 音楽 - 信田かずお（Season1・2・SP）
- 主題歌 - DISH//（ソニーミュージックレコーズ）
  - 「俺たちルーキーズ」（Season1）
  - 「I'm FISH//」（Season2）
- 音楽協力 - テレビ東京ミュージック、松竹音楽出版
- 取材協力 - 鹿島建設
- 技術協力 - フォーチュン、サウンドライズ
- 照明協力 - ラ・ルーチェ、照太郎
- 音響効果 - スポット
- ポスプロ - 松竹映像センター、IMAGICA
- スタジオ - 東映東京撮影所
- チーフプロデューサー - 岡部紳二（テレビ東京 / Season1）、山鹿達也（テレビ東京 / Season2・SP）
- プロデューサー - 浅野太（テレビ東京）、齋藤寛之・竹内絵唱（松竹）
- ラインプロデューサー - 高根澤淳（Season1）
- 製作協力 - 松竹撮影所東京スタジオ
- 製作 - テレビ東京、松竹

### 受賞（テレビドラマ）
- 第2回コンフィデンスアワード・ドラマ賞[19]
  - 主演男優賞（濱田岳）
- 2016年 エランドール賞[20]
  - プロデューサー・奨励賞（浅野太、齋藤寛之）
- 2016年日本民間放送連盟賞・テレビドラマ番組部門優秀賞[21]
- 東京ドラマアウォード 2016[22]
  - 作品賞・連続ドラマ 優秀賞

### エピソードリスト

#### Season1
- 2015年10月23日 - 12月11日、全8話。

| 話数 | エピソードタイトル | 初回放送日     | 脚本       | 監督     |
| --- | --- | -------------- | ---------- | -------- |
| 第1話 | ハマちゃんスーさん国民的爆笑名コンビが連ドラで待望の復活!! 上下逆転…新入社員が師匠? 社長が弟子!?                                                          | 2015年10月23日 | 佐藤久美子 | 朝原雄三 |
| 面接にて釣りの話をし100社から落とされる浜崎伝助。ストーリーは、鈴木建設の面接から始まる。半年後、社長・一之助の気紛れにより運良く採用された伝助は、5ヶ月間の研修の後、営業三課に配属される。そこには、当月をもって定年退職となる係長、朝本が居た。ある時、現場で社長の視察の席から外された伝助。指示された時間まで釣りをしていた伝助のもとに、視察先に向かう途中で昌之と軽く口論となった一之助は偶然出くわす。財布を落とし喉か乾いた一之助は、伝助のラムネを欲して見つかり、伝助からラムネをいただく。身の上を話し意気投合した二人。一之助は伝助の誘いを受ける。休日まで息子の顔を見たくない一之助は、誘いを受け釣りへ。大漁のビギナーズラックを達成する。翌日、朝本に釣りの話をした伝助は、朝本の逆鱗に触れる。朝本は、大の釣りアレルギーで、それを発端に喧嘩に。ちょうど、次の釣りの段取りを、行っていた伝助と、その場で釣り勝負をする事に。釣り当日、勝負の為現場に現れた朝本は、かつて自分を左遷した一之助と顔を合わせ、釣りどころか一之助と喧嘩してしまう。伝助が仲を取り持ち、和解した朝本と一之助。翌日の退職の日、朝本は関西支社長への就任依頼を断り、封印していた釣りを再開することを一之助に伝えた。 ※特記 1. テレビ和歌山のみ、10月26日放送 2. BSテレ東、および地方番組販売局一部での放送は1時間枠のため、2時間を前後編1時間づつ2回に分けて再編集し放送。                                                                                          | |                |            |          |
| 第2話 | 偏屈ジジィとイワナ釣り勝負!! ハマ&スー早すぎる絶交宣言!?                                                                                                  | 10月30日       | 佐藤久美子 | 朝原雄三 |
| 朝本から、伝助が鈴木建設の社員であると聞かされた一之助。佐々木を呼び伝助の仕事ぶりを聞くが、あまり成績は良くないと聞かされる。日曜日のかづさで伝助に「社長の顔を知りませんか？」と訊ねられても「知りません」と流される。 一方、鈴木建設では、複合施設の土地買収が難航している報告が上がり、営業三課が担当と知った一之助。直前に、伝助との電話でぞんざいに扱われた仕返しで、ここぞとばかりに佐々木へ叱責という形で行う。 叱責されて慌てる佐々木。三課の報告を聞き、伝助を連れて自ら交渉に当たるが、持ち主の熊吉は頑として譲らぬどころか、二人に家事を手伝わせる始末。そんな中、伝助は部屋にあった釣り道具を見つけて熊吉と意気投合。 夜、旧友の片山、村井と会食した一之助。伝助との釣りの話をするものの、二人から「対等に付き合うといつか破綻する」「やめた方がいい」と忠告されてしまう。その夜、伝助からの電話に「釣りをやめようと思う」と打ち明ける一之助。伝助から「見損なった」と言われ喧嘩してしまう。 阿久津と渓流釣りに行く伝助。不幸事で同行できなかった平太は、車の免許を持つみち子を同行させる。 阿久津との契約の段になり、阿久津は、佐々木を退け、親身になって付き合ってくれた伝助との契約を望むが、伝助は「本当の気持ちを言って欲しい」と、契約書を取り上げる。そこに息子、彰二が駆けつけ、大阪で一緒に暮らすことを提案。実は熊吉の望みは、一人息子熊吉と一緒に暮らすことだった。                                                                   | |                |            |          |
| 第3話 | スーさん秘密の恋…社長だとバレた!? ハマちゃんクビになる日                                                                                                  | 11月6日        | 山岡潤平   | 石川勝己 |
| 海岸で投げ釣りをする伝助と一之助。そこで一之助は、おまつりしてしまった女性と出会う、学生時代の初恋相手、洋子に似ていたその女性に、一之助は心を惹かれる。 数日後、一之助は釣具店で偶然女性と再会。宮本彩と名乗る女性を、一之助は釣りに誘う。更には伝助には、不幸事と嘘をつき釣りの約束をキャンセルする。 釣り当日、様子がおかしいと感じた鈴木の妻、久江が伝助に電話をしたことで嘘がバレた上に、場所を変えた釣り場で、一之助達は偶然伝助と遭遇してしまう。嘘で固めようとするが、伝助には見破られる。 一方、久江は伝助と会い、「女が出来たのではないか？」と心配し、探りを依頼する。かづさ屋でみち子と話し合った伝助。みち子が一計を案じ、一之助と彩の二人で釣り行くよう仕向け、偵察を試みる。その頃彩は、一之助が鈴木建設の社長であることに気付いてしまう。更には釣りの当日、偵察した料理店で伝助が失態を演じ、偵察がバレてしまう。 数日後、伝助と彩が一緒に写った写真が新聞に載り、彩が建設を争う商売敵、三和ベネックの設計チーフであるとわかる。鈴木建設では、伝助のスパイ疑惑を査問委員会に計ることに。そこで、一之助は覆面姿で登場。懲戒免職寸前で覆面を取り、伝助に自分の会社の社長であることをバラす。隠し事を嫌っていた伝助は、一之助を責める。一之助は謝罪し、ルアーで釣りつつ、和解。隠し事はしない事を約束した。 | |                |            |          |
| 第4話 | ハマちゃんが結婚!? 社長令嬢が一目ボレ…婿入り&電撃移籍!?                                                                                                   | 11月13日       | 石川勝己   | 児玉宜久 |
| 平太の遣いで遅刻した伝助。佐々木との待ち合わせで得意先のクラタ化学に行く途中、ハイヒールが折れた女性と出会う。たまたま行先が一緒だった伝助。女性を背負いクラタ化学へ。女性は社長令嬢の詩織であった。 佐々木はクラタ化学の社長、倉田慎太郎から呼び出され、伝助の事を訊ねられる。その場で、詩織が伝助に恋をしているようだと打ち明けられる。佐々木は伝助に、詩織をデートに誘うように指示する。かづさ屋でその話をした伝助。みち子は嫉妬する。伝助は一之助との釣りを断るが、結局当日、一之助は結局釣りに付いていくことに。釣りの後、伝助と詩織はかづさ屋に向かい魚料理を食す。みち子は変わらず嫉妬したまま。 慎太郎は鈴木建設に来社し、伝助に挨拶をする。そこで。慎太郎は伝助のクラタ化学への移籍を提案する。会議でその事を知った一之助は伝助の移籍に迷う。 佐々木は伝助にクラタ化学への移籍を勧める。社長命令だと嘘をつかれた伝助。移籍してやると宣言してしまう。一之助は伝助を社長室に呼び出し、理由を訪ねる。社長命令だと思い込んでいる伝助。社長室でも悪態をつく。 一之助は詩織をつけて喫茶店へ。そこには、詩織の恋人、前田が居た。詩織が結婚して、九州へ転勤となる前田に付いていくと、慎太郎が一人になる。その事を詩織は心配していたのだ。 一之助、伝助、佐々木はクラタ化学で慎太郎と話をする。慎太郎は、伝助と詩織の結婚を提案するが、一之助は前田を呼び出し、前田は結婚を慎太郎に懇願する。詩織も入り、結婚を懇願。一之助がとりもち、慎太郎は結婚を認める。 | |                |            |          |
| 第5話 | 余命半年カン違い!? ハマちゃん佐々木課長"10の思い出"作り                                                                                                   | 11月20日       | 山岡潤平   | 児玉宜久 |
| 佐々木は営業会議で成績不振を一之助に叱責される。その夜の飲み会で佐々木は愚痴りながら、家族に出ていかれていると言われる。 翌日の健康診断再検査で、伝助は勝手に診察室に入って盗み聞きをし、パソコンが寿命で半年持たない事を、佐々木が余命半年とカン違い。 伝助が急に真面目になり、不審を抱いた佐々木。伝助のパソコンをチェックすると、そこにあった検索サイトの質問箱に伝助が投稿した文章を見つけ、自分が余命半年であることを知ってしまう。佐々木が病院の診察室に行くと、これまたパソコンの状態が手遅れという会話を耳にし、本当に自分が手遅れであるとカン違いする。佐々木と伝助は「死ぬまでにしたい10のこと」を順に実行に移す。 釣りに宝くじ、高級レストラン。銀座のキャバクラで豪遊。なんとそこで伝助は、みち子と偶然会ってしまう。佐々木はトイレで、ホステスのサヤカが困った電話をしている事を目撃。サヤカは本名をかなこと良い、元の彼氏、吉野から付きまとわれ、「一緒に死のう」と言われているのだ。そこに現れた佐々木は伝助とみち子をおとりして吉野を巻くが、何とその場に一之助が遭遇する。一之助は二人を助け、一之助は吉野に説教する。かづさ屋に戻った三人。伝助はそこで、佐々木の余命を打ち明ける。 | |                |            |          |
| 第6話 | 離婚危機の母上京!! ハマちゃん&みち子が急接近!? 爆笑親孝行                                                                                                 | 11月27日       | 佐藤久美子 | 石川勝己 |
| | |                |            |          |
| 第7話 | 秘密の関係バレた!? ハマ&スー大ピンチ!! みち子と爆笑デート                                                                                                 | 12月4日        | 山岡潤平   | 児玉宜久 |
| | |                |            |          |
| 最終話 | サヨナラみち子さん秋田から頑固オヤジが緊急上京!! ハマちゃん釣り勝負で愛を告白!? スーさん最大の危機!! "白鳥の湖"4回転Jが倒産のピンチ救う? "合体"あるのか!? | 12月11日       | 佐藤久美子 | 朝原雄三 |
| | |                |            |          |

#### 新春ドラマスペシャル
- 2017年1月2日 全1話。

| 話数                 | エピソードタイトル             | 初回放送日   | 脚本       | 監督     |
| -------------------- | ------------------------------ | ------------ | ---------- | -------- |
| 新春ドラマスペシャル | 伊勢志摩で大漁! 初めての出張編 | 2017年1月2日 | 佐藤久美子 | 朝原雄三 |
|                      |                                |              |            |          |

#### Season2
- 2017年4月21日 - 6月16日、全8話。

| 話数   | エピソードタイトル                  | 初回放送日    | 脚本       | 監督     |
| ------ | ----------------------------------- | ------------- | ---------- | -------- |
| 第1話  | （初回拡大スペシャル）              | 2017年4月21日 | 佐藤久美子 | 石川勝己 |
|        |                                     |               |            |          |
| 第2話  | ハマちゃんと10億円                  | 4月28日       | 山岡潤平   | 朝原雄三 |
|        |                                     |               |            |          |
| 第3話  | ハマちゃん釣りをやめる              | 5月5日        | 石川勝己   | 児玉宜久 |
|        |                                     |               |            |          |
| 第4話  | ハマちゃんvs美人サギ師              | 5月12日       | 山岡潤平   | 児玉宜久 |
|        |                                     |               |            |          |
| 第5話  | ハマちゃんと不思議な後輩            | 5月19日       | 石川勝己   | 朝原雄三 |
|        |                                     |               |            |          |
| 第6話  | 佐々木課長と恋心                    | 5月26日       | 山岡潤平   | 石川勝己 |
|        |                                     |               |            |          |
| 第7話  | 危険な釣りガール                    | 6月9日        | 佐藤久美子 | 石川勝己 |
|        |                                     |               |            |          |
| 最終話 | さよならみち子さん!! 運命の最終回SP | 6月16日       | 佐藤久美子 | 朝原雄三 |
|        |                                     |               |            |          |

#### 新春ドラマスペシャル
- 2019年1月4日 全1話。

| 話数                 | エピソードタイトル                 | 初回放送日   | 脚本       | 監督     |
| -------------------- | ---------------------------------- | ------------ | ---------- | -------- |
| 新春ドラマスペシャル | 瀬戸内海で大漁! 結婚式大パニック編 | 2019年1月4日 | 佐藤久美子 | 朝原雄三 |
|                      |                                    |              |            |          |

| テレビ東京系 金曜8時のドラマ                                                        | テレビ東京系 金曜8時のドラマ                                                          | テレビ東京系 金曜8時のドラマ                                                       |
| 前番組                                                                              | 番組名                                                                                | 次番組                                                                             |
| ----------------------------------------------------------------------------------- | ------------------------------------------------------------------------------------- | ---------------------------------------------------------------------------------- |
| 僕らプレイボーイズ 熟年探偵社 （2015年7月17日 - 9月11日） ※この作品まで19時58分開始 | 釣りバカ日誌〜新入社員 浜崎伝助〜 （2015年10月23日 - 12月11日） ※この作品から20時開始 | 警視庁ゼロ係〜生活安全課なんでも相談室〜 （2016年1月15日 - 2月26日）               |
| 三匹のおっさん3 〜正義の味方、みたび!!〜 （2017年1月20日 - 3月10日）                | 釣りバカ日誌 Season2 〜新米社員 浜崎伝助〜 （2017年4月21日 - 6月16日）                | 警視庁ゼロ係〜生活安全課なんでも相談室〜 SECOND SEASON （2017年7月21日 - 9月15日） |

| BSテレビ東京 土曜ドラマ9                                                                                     | BSテレビ東京 土曜ドラマ9 | BSテレビ東京 土曜ドラマ9                                                                         |
| 前番組 | 番組名 | 次番組                                                                                           |
| --- | --- | ------------------------------------------------------------------------------------------------ |
| W県警の悲劇 （2019年7月27日 - 9月21日）                                                                      | 釣りバカ日誌〜新入社員 浜崎伝助〜 （2019年10月26日 - 12月28日） ↓ 釣りバカ日誌 Season2〜新米社員 浜崎伝助〜 （2020年1月4日 - 3月21日） ※4Kリマスター版 | サイレント・ヴォイス 行動心理捜査官・楯岡絵麻 Season2 （2020年4月11日 - 5月30日）                |
| テレビ東京・テレビ北海道・テレビ愛知・テレビせとうち ドラマ傑作選（月曜 - 水曜・ローカルセールス枠の帯番組） | |                                                                                                  |
| 駐在刑事Season2 （再放送・2021年11月15日 - 12月1日）                                                         | 釣りバカ日誌〜新入社員 浜崎伝助〜 （再放送・2021年12月6日 - 12月27日）                                                                                 | 病院の治しかた〜ドクター有原の挑戦〜 （再放送・2022年1月4日 - 1月19日）                          |
| 三匹のおっさん 〜正義の味方、見参!!〜 （再放送・2022年3月14日 - 4月4日）                                     | 釣りバカ日誌 Season2 〜新米社員 浜崎伝助〜 （再放送・2022年4月5日 - 4月26日） ※この作品まで月曜 - 水曜帯                                               | 記憶捜査2〜新宿東署事件ファイル〜 （再放送・2022年4月27日 - 5月10日） ※この作品から月曜 - 木曜帯 |

## パチンコ機
- 2000年12月「CR釣りバカ日誌S」サミー
- 2010年1月「CR釣りバカ日誌」三洋物産
- 2014年6月「CRまわるんパチンコ釣りバカ日誌2」三洋物産

## iモードアプリ
キャバ嬢っぴ
レベルファイブ発売のiモードキャバ嬢育成ゲームで2010年4月1日のバージョンアップよりコラボレーションとして登場。『社長 島耕作』の島耕作、『笑ゥせぇるすまん』の喪黒福造、『サラリーマン金太郎』の矢島金太郎、『釣りバカ日誌』のハマちゃんとスーさんの5人が客として登場している。